# Apparition mariale
 (octobre 2023).
Motif : S'appuie sur des sources non acceptées sur wp, notamment un mémoire d'étudiant.
Une apparition mariale, appelée aussi mariophanie, est un supposé phénomène surnaturel se rapportant spécifiquement à une vision de la Vierge Marie, mère de Jésus. La tradition populaire rapporte de nombreuses apparitions mariales et l'Église catholique n'en a reconnu qu'une vingtaine. L'Église copte orthodoxe et la Communion anglicane ont également reconnu quelques apparitions au cours du XXe siècle. L'événement prend généralement le nom du lieu où il se produit.
Il est parfois rapporté que les apparitions mariales se reproduisent sur le même site sur une longue période. Dans la majorité des cas, une seule personne ou quelques personnes ont déclaré avoir été témoins de l'apparition. Il y a des exceptions comme à Zeitoun et Assiout où des milliers de personnes ont affirmé avoir vu, au cours d'une période donnée, l'apparition.
Certaines apparitions mariales et leurs statues respectives ont reçu un couronnement canonique du pape, notamment Notre-Dame de Lourdes, Notre-Dame de Fátima, Notre-Dame de Guadalupe, Notre-Dame du Perpétuel Secours, Notre-Dame de Manaoag (en), Notre-Dame du Pilier, Notre-Dame de Walsingham, et Notre-Dame de La Salette.
Un certain nombre d'apparitions, avant même leur reconnaissance officielle, entraînent la création d'associations de fidèles, voire de communautés religieuses, de pèlerinages ou d'actions caritatives et sociales. Les apparitions ont également affecté l'économie de la ville et la région, par la construction de lieux de cultes, mais également par des infrastructures nécessaires à l'accueil des pèlerins et des fidèles (hébergement, restauration, voyages…) lorsque la dévotion se développe.

## Définition
Les apparitions mariales incluent généralement une vision de la Vierge accompagnée de brefs messages. C'est de loin la forme la plus largement rapportée. Des exemples connus « d'apparitions mariales approuvées » comprennent Notre-Dame de Guadalupe, Notre-Dame de Lourdes ou Notre-Dame de Fátima. Ces apparitions sont considérées comme des « révélations privées » de Dieu à travers la Vierge Marie,,.
Selon le père Salvatore M. Perrella de l'Institut pontifical Marianum à Rome, sur les 295 apparitions rapportées étudiées par le Saint-Siège à travers les siècles, 12 seulement avaient été approuvées en mai 2008 — la dernière en date étant l'approbation, en mai 2008, des apparitions de Notre-Dame du Laus aux XVIIe et XVIIIe siècles,.
Le Saint-Siège a officiellement confirmé les apparitions à Guadalupe, à Notre-Dame du Laus, à La Salette, à Lourdes, à Fátima, à Pontmain, à Beauraing et à Banneux,.
D'autres apparitions continuent d'être approuvées au niveau local, par exemple l'approbation des apparitions de Notre-Dame-de-Bon-Secours du XIXe siècle par l'évêque David L. Ricken (en) en décembre 2010. C'est la première apparition reconnue aux États-Unis.
Les visions mariales ne signifient pas que Marie apparaît « comme un esprit désincarné », puisqu'elle a été élevée dans le ciel. Cependant, certains estiment que Marie pourrait apparaître « sous forme corporelle par bilocation ». Certains théologiens, comme le père Erlenbush, croient que, « parce que Jésus n'apparaît pas sous la forme corporelle, alors Marie pourrait ne pas apparaitre (non plus) sous forme corporelle ».

## Selon l'Église catholique

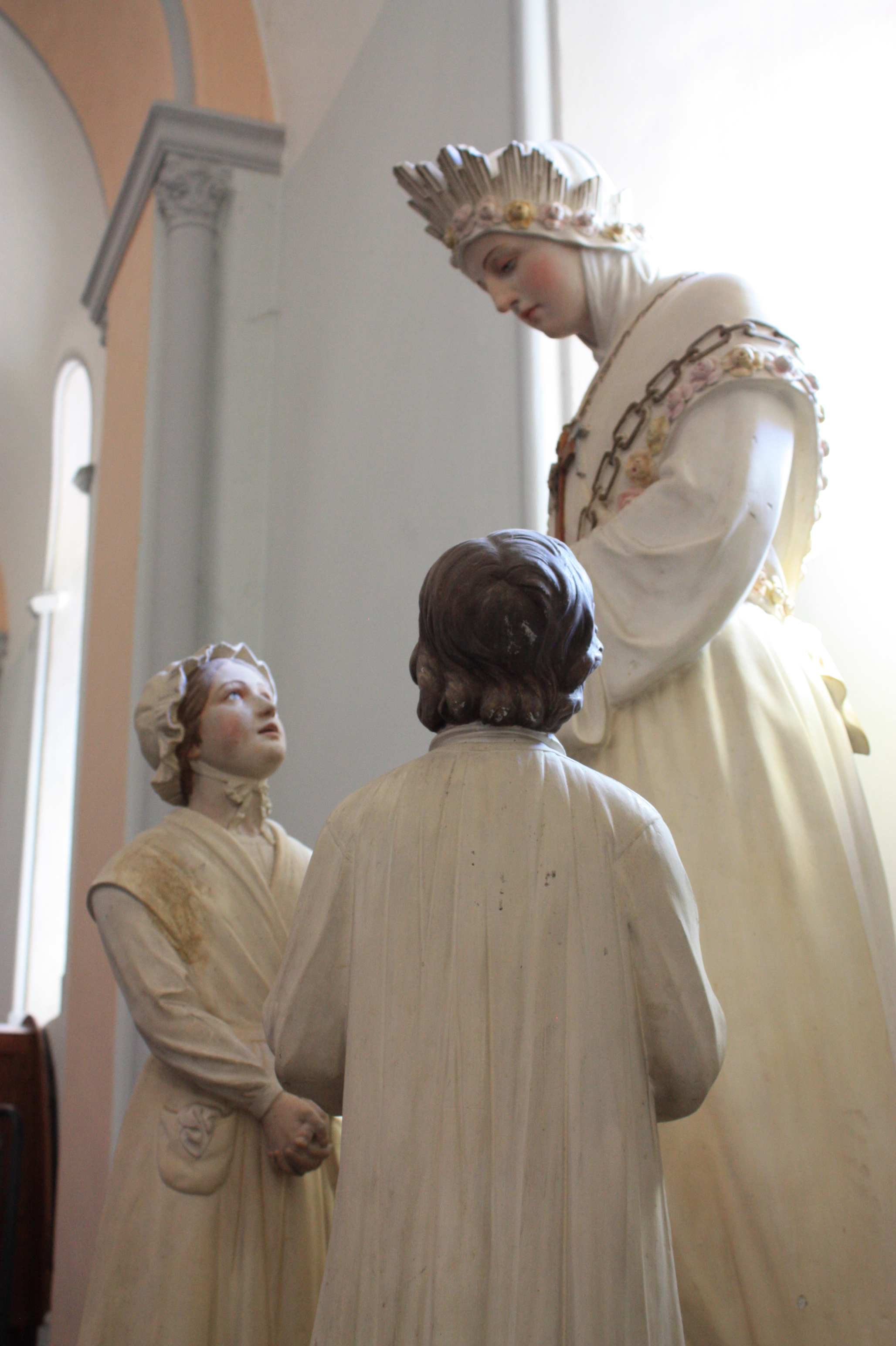
Statue de Notre-Dame de La Salette avec ses voyants.

### Les révélations privées
Selon la doctrine de l'Église catholique, l'ère de la révélation publique s'est terminée par la mort du dernier apôtre vivant. Une apparition mariale, si elle est considérée comme authentique par l'autorité de l'Église, est traitée comme une révélation privée qui peut mettre en valeur une facette de la révélation publique reçue dans un but spécifique, mais elle ne peut jamais rien ajouter de nouveau au dépôt de la foi. L’Église peut déclarer une apparition digne de foi, mais cette conviction n’est jamais requise par la Foi chrétienne.
Une apparition authentique n'est pas considérée comme une expérience subjective, mais comme une intervention réelle et objective du pouvoir divin. Le but de ces apparitions est de rappeler et de souligner certains aspects du message chrétien. L’Église déclare que les guérisons et autres événements miraculeux ne sont pas le but des « apparitions mariales », mais ils sont là principalement pour valider et attirer l'attention sur le message (donné lors de l'apparition). Les apparitions de Marie sont considérées comme une preuve de la présence active et continue de la Vierge dans la vie de l'Église, par laquelle elle « prend soin des frères de son fils qui voyagent encore sur la Terre ».
Lourdes et Fátima sont probablement les sites d’apparition les plus connus. Depuis 1862, plus de soixante guérisons médicales liées à Lourdes ont été qualifiées de « miraculeuses » par l’Église catholique, qui a créé son propre bureau médical en 1883 pour examiner et évaluer les déclarations de guérisons. Bien qu'une étude indépendante sur les guérisons rapportée au XXe siècle ait révélé que le nombre de guérisons signalées avait diminué au fil des ans, probablement en raison des progrès de la science médicale ainsi que de critères excluant certaines guérisons (telles que les guérisons de maladies en phase terminale), les résultats de l'étude publiée en 2012 ont conclu que certaines des guérisons étaient « actuellement hors de notre compréhension, mais restaient impressionnantes, incroyablement efficaces et au-delà de toute explication scientifique ».
Cependant, l’Église indique que « personne n'est obligé d'honorer une révélation privée » (donc une « apparition mariale reconnue par l’Église »), car ce n'est pas une révélation publique, de même que personne n'est obligé de pratiquer la piété populaire, car ce n'est pas la liturgie. Elle indique que « seules les révélations publiques et la liturgie sont obligatoires, car elles sont nécessaires au salut »,.

### Processus de reconnaissance

#### Historique des procédures
L’Église catholique a mis progressivement en place des processus d’enquête formelle et de reconnaissance des apparitions.
Au cours de la vie des apôtres, il y a eu plusieurs apparitions d'anges et de prophètes qui ont été rapportées dans les textes bibliques sans que cela « pose de problèmes aux chrétiens du premier siècle »,. Mais après la mort du dernier apôtre (saint Jean), des écrits mettent en garde contre les « faux prophètes » (comme écrit dans la Didachè par exemple) : « le visionnaire qui fait de ces apparitions son gagne-pain est un imposteur ». Les textes du Pasteur d'Hermas, datées du IIe siècle et qui contiennent plusieurs prophéties vont être progressivement rejetés des textes reconnus comme « canonique » par l’Église. Mais c'est l'arrivée du Montanisme au IIe siècle qui va amener les responsables de l’Église à définir les premières « règles » de discernement des « prophéties » (à l'époque on ne distingue pas encore clairement les « prophéties » des « révélations » et « visions »). Le discernement s'opère « en fonction de deux critères : la manière de prophétiser et le contenu de la prophétie ». Le Montanisme est condamné via des synodes régionaux. Les pères de l'Église ne rejettent pas les révélations privées mais pour eux, (et dès cette période), la « révélation privée doit être en conformité avec la révélation contenue dans les textes bibliques ». Augustin d'Hippone indique dans ses écrits « l'existence de révélations particulières tout à fait dignes de foi », et dont le discernement est particulièrement délicat.
Jusqu'à la fin du Moyen Âge, il n'y a que peu de distinctions entre « une vision » qui ne va concerner « que le voyant » et « une apparition », qui est « destinée à toute la communauté ». Dans tous les cas, l’Église soumet l'enquête (de validité) à des théologiens. En 1401, Jean de Gerson rédige un ouvrage traitant De la distinction des vraies et des fausses visions. Puis en 1415 débutent les premières enquêtes concernant Brigitte de Suède. Les « révélations de la voyante » sont examinées au concile de Bâle et entrainent la rédaction d'ouvrages sur « le discernement des esprits »,,. Le décret du 19 septembre 1516 de Latran V réserve la reconnaissance des apparitions et l'approbation de leur diffusion au Saint-Siège. Plus tard, lors du concile de Trente, le 4 décembre 1563, les membres du concile décident que tout « miracle » (pris au sens large et donc incluant, les « visions, apparitions, révélations ou autres prophéties ») ne saurait être admis sans l'accord de l'évêque du lieu (qui doit en reconnaître le caractère surnaturel et en autoriser la diffusion). Les membres du concile cherchent donc, écrivent Bouflet et Boutry, « un point d'équilibre entre la liberté de manifestation de l'Esprit-Saint, source de tout charisme, et la crainte des "faux prophètes" et "faux docteurs" » (dénoncés depuis le début du christianisme). L'examen des « révélations nouvelles » est donc placé sous le double contrôle de l'évêque et du pape.
La fin du Moyen Âge et les guerres de Religion amènent une « évolution des mentalités », et le peuple n'hésite plus à se « rebeller contre les décisions de l’Église », si celle-ci refuse de reconnaître une « apparition » à laquelle lui-même apporte son crédit. Inversement, l’Église se méfie de tout risque de « déviation religieuse » et tente de maintenir son contrôle sur toute nouvelle « dévotion particulière ». Il existe plusieurs exemples de cas où « la pression populaire » a amené l’Église à reconnaître une apparition qu'elle avait dans un premier temps rejetée,. Mais la réforme protestante marque « une rupture radicale » au niveau des « apparitions mariales » et du culte de la Vierge et des saints. Dans les zones de la réforme, les sanctuaires sont brûlés et détruits, les statues et tableaux livrés aux flammes. La croyance dans les apparitions (mariales) devient « une pierre d'achoppement entre catholiques et protestants ». Le concile de Trente, en réaction, récuse l'accusation d’idolâtrie et réaffirme le dogme de la communion des saints, avec le rôle central de l'intercession mariale.
Au XVIIIe siècle, le développement du rationalisme pousse l’Église à faire évoluer ses critères de jugement des « apparitions », intégrant une approche rationnelle et apologétique de ses clés de discernement. C'est alors que le « miracle » devient un élément nécessaire de la reconnaissance de l'apparition (pour attester de « l'authenticité de l'apparition »). Le « miracle devient la signature de toute mariophanie ». Les théologiens redéfinissent donc la « position de l’Église sur les révélations » et plusieurs ouvrages sont édités, comme De la béatification et de la canonisation des serviteurs de Dieu du cardinal Prospero Lambertini qui deviendra par la suite le pape Benoît XIV. Son ouvrage fera référence jusqu'à nos jours,,. Les auteurs résument la situation en disant qu'à cette époque « le jugement doctrinal de l’Église s'inscrit dans une démarche prioritairement pastorale », l'apparition « étant un fait de piété collective pris en charge presque intégralement par l’Église, [..] ordonné et organisé en fonction des orientations spirituelles »
Avec le XIXe siècle, le positivisme scientifique et la médecine s'intéressent aux apparitions et aux voyants, estimant « avoir un droit de regard » sur ce dernier. De plus, l'importance de la presse et les facilités des moyens de communications font des apparitions un élément social encore plus large et collectif. Depuis le milieu du XXe siècle, l’Église « fait systématiquement appel à la compétence des sociologues, historiens, médecins et psychologues dans l'examen des cas qui surviennent çà et là, et le traitement de l'apparition est désormais réalisé par des équipes pluridisciplinaires où théologiens et hommes de science travaillent de concert ». Le « modèle de l'apparition » évolue lui aussi pour devenir « attestataire » (écrivent Bouflet et Boutry). Ainsi, à partir du XIXe siècle, les évêques de La Salette, Lourdes, et Pontmain écrivent, lors de leur déclaration de reconnaissance : « nous jugeons que la Vierge Marie est réellement apparue … » « que les fidèles sont fondés à la croire certaine … ». L'apparition mariale devient désormais « un événement qui s'inscrit dans un lieu, dans l'histoire », les « voyants et voyantes prennent une place centrale, irremplaçable dans l'attestation de la présence mariale ».

#### La procédure de reconnaissance

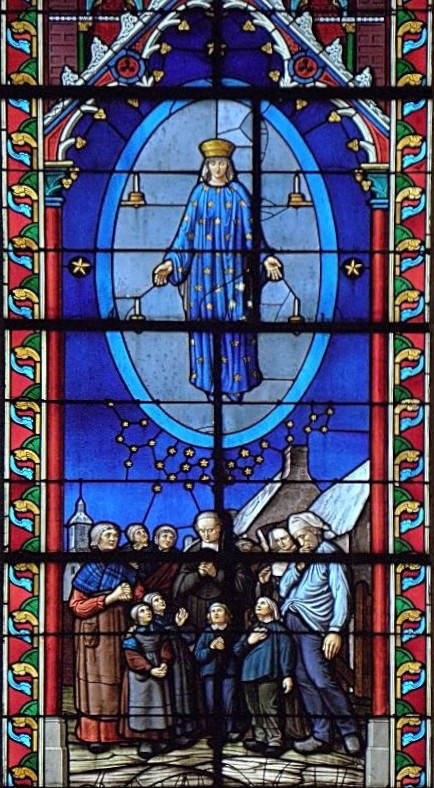
Vitrail représentant Notre-Dame de Pontmain, France.

En 1978, la Congrégation pour la Doctrine de la Foi (anciennement nommée le Saint-Office) a publié les « Normes de la Congrégation pour pouvoir juger les apparitions et les révélations alléguées », contenant les dispositions suivantes :
- L'évêque diocésain peut engager une procédure de sa propre initiative ou à la demande des fidèles pour enquêter sur les faits d'une prétendue apparition. L'évêque peut s'abstenir de l'examiner s'il le souhaite, surtout s'il pense que l'événement ne produira pas grand chose.
- La conférence nationale des évêques peut intervenir si l’évêque diocésain le lui transmet ou si l’événement devient important au niveau national ou au moins dans plusieurs diocèses.
- Le Siège apostolique (Vatican) peut également intervenir à la demande de l'évêque du lieu lui-même, à la demande d'un groupe de fidèles ou de sa propre initiative.

Selon le père Perrella, l'évêque local gère généralement le processus d'enquête en travaillant avec l'aide d'une commission d'experts tels que des théologiens et des médecins. L'enquête comprend l'interrogatoire des présumés visionnaires et de témoins; examiner les « fruits des apparitions » tels que conversions et prétendus miracles et guérisons; et l'évaluation de la « véracité des faits », de la « santé et du sérieux mental, moral et spirituel » du (ou des) visionnaire(s). À la fin de l'enquête, l'évêque peut soit déclarer que l'apparition est « vraie et digne de foi », ou non, ou demander une aide supplémentaire à la conférence des évêques nationaux. Si la conférence des évêques ne parvient pas à une conclusion, l'affaire est renvoyée au pape, qui demande ensuite à la Congrégation pour la doctrine de la foi de conseiller ou de mener sa propre enquête. Ainsi les apparitions de Lourdes n'ont été reconnues « que par l'évêque du lieu », le Vatican (et la Congrégation pour la doctrine de la foi) ne s'étant jamais prononcés sur la « véracité des apparition », laissant jusqu'à ce jour cette mission à l'évêque.

#### Quelques chiffres
Une étude sur les textes du Moyen Âge et antérieurs a permis de dénombrer 2 160 récits de visions ou apparitions de la Vierge (il n'y a pas de réelle distinction entre les deux termes à l'époque). Le Dictionnaire des apparitions relève pour sa part 2 400 apparitions avec bibliographie. Du XVIe siècle jusqu'au milieu du XIXe siècle, en Espagne, Italie et au Portugal, l'Inquisition applique « strictement » la doctrine du concile de Trente ne reconnaissant presque aucune apparition et réprimant durement les « prétendus voyants ». Ainsi, presque aucune apparition n'est déclarée dans ces pays, alors qu'en France « s'ouvre un cycle mariophanique de vaste amplitude ». Si le XVIIIe siècle ne compterait que peu d'apparitions déclarées, à partir du milieu du XIXe siècle les « apparitions mariales se multiplient » pour atteindre le nombre d'une centaine sur tout le XIXe siècle, puis 400 au cours du XXe siècle. Le XXIe siècle en compterait déjà une vingtaine.
Selon l'Institut de recherche marial international de l'université de Dayton, au XXe siècle, sur les 386 déclarations d'apparition mariale, huit ont été « jugées constat de surnaturel », c’est-à-dire approuvées ; 79 ont reçu une déclaration négative ; et en ce qui concerne le reste, aucune décision définitive n'a été rendue, soit parce qu'aucune étude n'a jamais été entreprise, soit que davantage d'études sont nécessaires.
Le chiffre de 21 000 ou 22 000 apparitions est parfois avancé dans certains médias ou sites. Certains journaux l'ont même publié dans les années 1980. Les auteurs du Dictionnaire des apparitions indiquent que ce chiffre serait issue d'une étude « jugée non sérieuse faite par Estudios marianos », dont ils n'ont pu retrouver aucune trace papier (ni des publications dans la presse). Ce chiffre est encore régulièrement repris par certains auteurs (comme en 2011, par Frédéric Lenoir déclarait qu'il y aurait 21 000 apparitions déclarées et recensées depuis l'an mille). Ce chiffre très important regrouperait des phénomènes très divers comme 5 000 témoignages de « communications » ne représentant qu'un seul contact avec la Vierge, quelques milliers de « phénomènes célestes » vus par des foules (qui ont cru y voir un signe de la Vierge), ou même des « apparitions attribuées à des Saints » qui pour autant n'ont jamais directement communiqué dessus ou simplement confirmé par écrit l'apparition qui leur est attribuée,.
En 1993, il y avait 12 apparitions (du XVIe siècle à nos jours) « officiellement reconnues par l'Église catholique », en 2016, ce nombre était porté à 18.
En France, sur 47 apparitions déclarées au XXe siècle, aucune n'a été reconnue « surnaturelle » et 12 ont été condamnées. Pour les autres, l’Église ne s'est pas prononcée. Aux États-Unis, depuis les années 1980, se produiraient, d'après Joachim Bouflet, des centaines de « fausses apparitions » (en lien avec Medjugorje).
Si le nombre des apparitions semble fortement augmenter au XXe siècle et en particulier depuis les années 1980, c'est, selon les auteurs du Dictionnaire, la conséquence de la levée de l'interdiction de toute publication sur les apparitions non reconnue (sous peine d'excommunication), faite par l’Église en 1966. Cette levée de verrou aurait entraîné l'explosion des publications sur les « apparitions déclarées ».

### Autorisation ou promotion de la dévotion sans approbation formelle de l'apparition

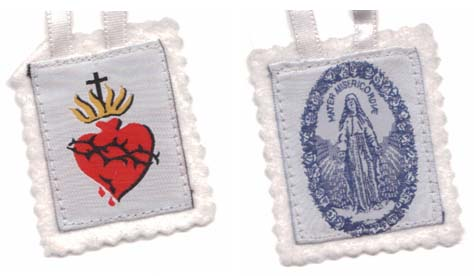
Détail du scapulaire du Sacré-Cœur.

Parfois, une distinction est établie entre une « apparition présumée » et une « pratique de dévotion particulière » qui en découle. L'évêque du lieu peut constater qu'une dévotion n'est pas contraire à la foi, tout en ne se prononçant pas sur l'apparition elle-même. Par exemple, dans le cas de Notre-Dame de Pellevoisin, le pape Léon XIII a autorisé l'utilisation d'un scapulaire (le scapulaire du Sacré-Cœur) et d'autres dévotions associées aux apparitions, mais ni l'évêque du lieu, ni la Congrégation pour la Doctrine de la Foi, ni le Saint-Siège n’ont publié de déclaration approuvant les apparitions de Pellevoisin elles-mêmes.
Cela crée une certaine confusion quant aux apparitions qui ont été officiellement approuvées par l'Église catholique. Ainsi quand Joan Carroll Cruz publie son ouvrage « 50 apparitions approuvées de Notre-Dame » (ouvrage qui a reçu un nihil obstat et l'Imprimatur d'officiels de l’Église), il inclut dans sa liste d'apparitions soi-disant « approuvées », pour lesquelles « l'approbation pour des expressions de foi avait été accordée, bien que l’enquête sur l’apparition elle-même [soit] toujours en cours. » L'auteur note que, traditionnellement, les évêques « sous-entendent leur approbation en permettant la construction d’églises conformément à la vision ». En conséquence, la liste de Cruz contient des apparitions, telles que Notre-Dame de Pellevoisin, qui n’ont pas été officiellement approuvées (même si le titre semble indiquer le contraire).

### Apparitions et statues

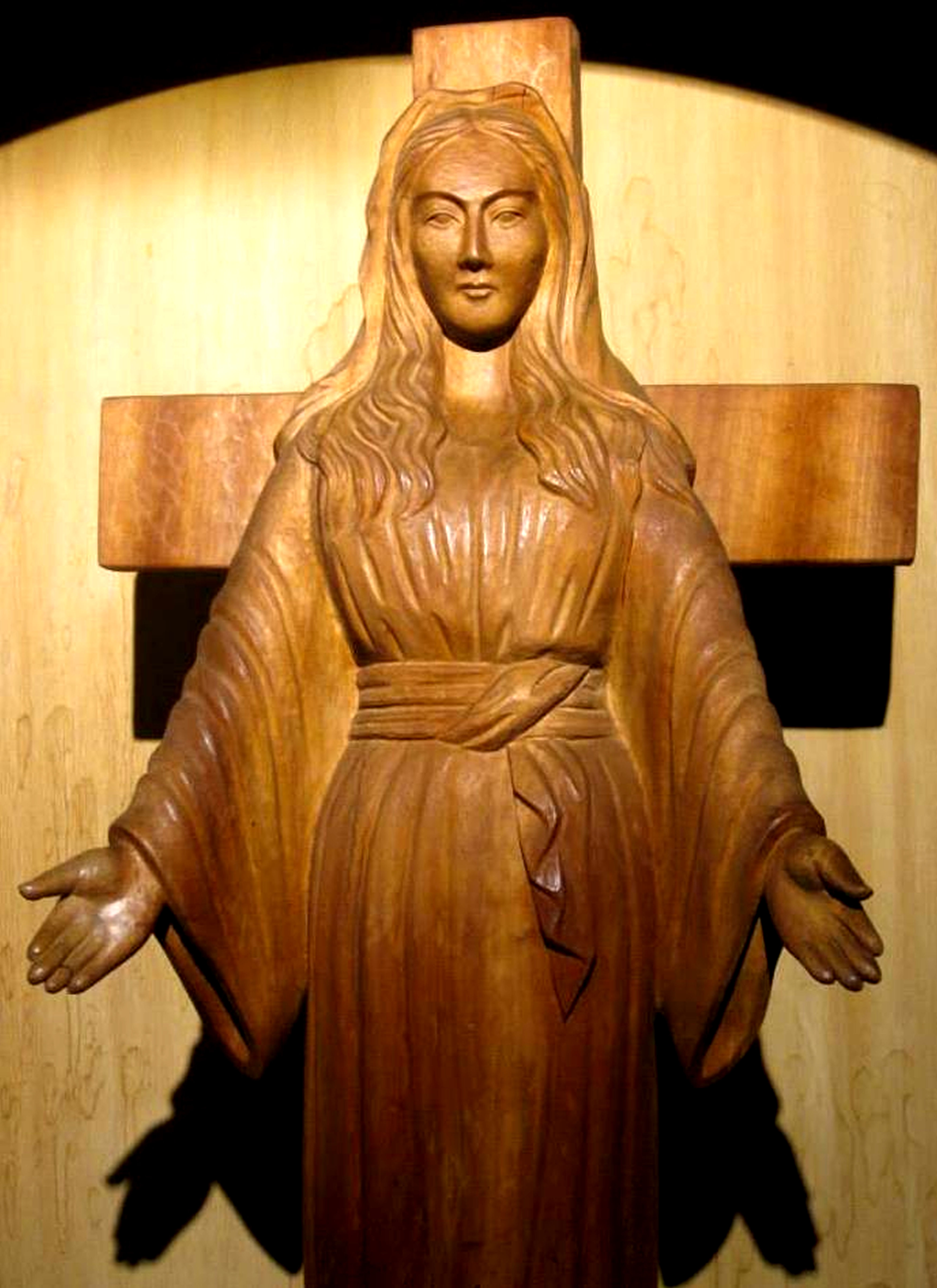
Statue de Notre-Dame d'Akita ayant montré des signes de lacrimation.

Des apparitions mariales sont parfois rapportées en lien avec des statues qui pleurent (statues de la Vierge). Notre-Dame d'Akita, est une apparition mariale qui combine une statue qui pleure et une apparitions mariale. Cette apparition a été approuvée par une Église catholique locale. En 1953, à Syracuse (Sicile), une statue de Marie en pleurs (sans apparition associée) a été reconnue par le Vatican comme un « miracle ». Cependant, un responsable du Vatican a déclaré en 1985 que « 99% de ces cas [de statue en pleurs] étaient dus à des hallucinations collectives, à un jeu de lumière, à un phénomène chimique et même parfois à la spéculation de personnes peu scrupuleuses ».

### Conséquences et résultats des apparitions
Un des critères d'évaluation des « apparitions présumées » est de savoir si « l'apparition » a entrainé « une dévotion saine et des fruits spirituels dans la vie des fidèles » (plus de prières, plus de conversions de cœur, des œuvres de charité qui en résultent, etc.). Plusieurs formes « d’œuvres ou de fruits spirituels » sont possibles.

#### Associations de fidèles et dévotions
Les apparitions mariales de Fátima dans une zone montagneuse retirée, rapportées en 1917 par trois jeunes enfants portugais, semblaient fantaisistes (à l'époque) pour de nombreuses personnes. Que ce soit l’administrateur local qui a tout d’abord emprisonné les enfants et les a menacés s'ils continuaient à affirmer qu'ils avaient des « visions de la Vierge »,, mais également pour les responsables de l’Église catholique portugaise, qui estimaient, eux aussi, comme fantaisistes les déclarations de ces enfants (y compris plusieurs années après les faits). Cependant, au fil des ans, plusieurs organisations de fidèles ont vu le jour :
- l'Armée bleue de Notre-Dame de Fátima, fondée par des fidèles à la suite des apparitions, elle est approuvée par le pape Pie XII en 1947[35]. Cette association est devenue la plus grande société mariale (en) du monde avec plus de 25 millions de membres inscrits.
- le frère Sylvan Mattingly en 1949 crée la Fabrique de chapelet de Notre-Dame (en) pour fabriquer et distribuer gratuitement des chapelets (à la suite de la diffusion du message de Fatima). L'association a, depuis sa fondation, distribué des centaines de millions de chapelets gratuits aux missions catholiques du monde entier[36].

#### Pèlerinages

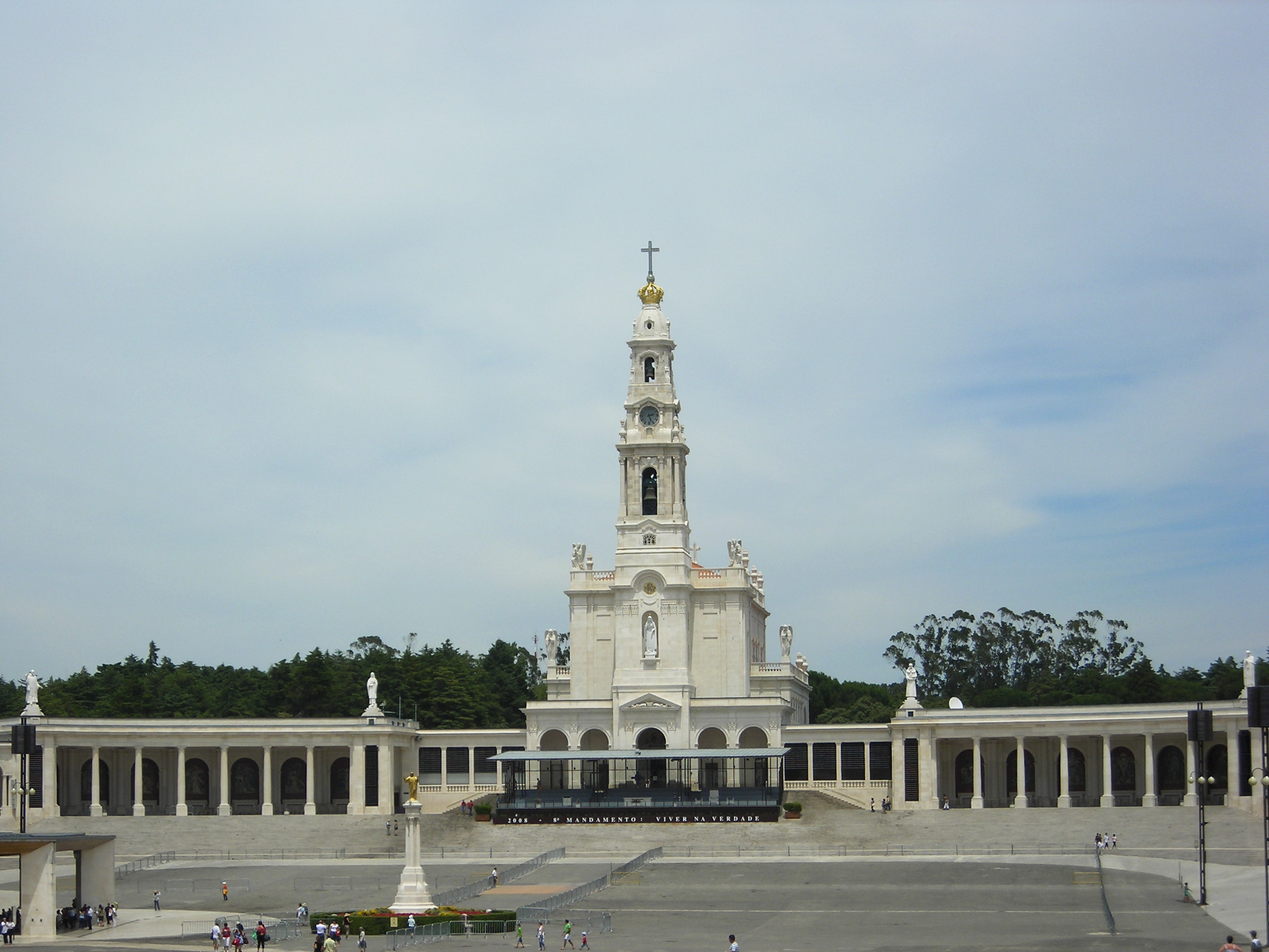
Sanctuaire de Fátima (Portugal).

Les apparitions mariales sont également à l'origine de dizaines de millions de pèlerinages mariaux chaque année.
Selon Francesco Giogia, la majorité des sanctuaires catholiques les plus visités au monde sont basés sur des apparitions. En effet, environ 10 millions de pèlerins, se rendent à la basilique Notre-Dame de Guadalupe, à Mexico, considérée comme le sanctuaire catholique le plus visité du monde en 1999, suivi maintenant du sanctuaire de Fátima, à la Cova da Iria (Fatima) au Portugal, avec entre 6 et 8 millions de pèlerins par an,. Le sanctuaire de Fátima est très vite devenu le plus grand lieu de pèlerinage du Portugal avant de devenir l'un des plus grands sanctuaires mariaux du monde.
Le sanctuaire Notre-Dame de Lourdes, en France, recevait 5 millions de visiteurs par an.

## Les différentes apparitions mariales
La croyance aux apparitions mariales émerge au moment même du concile de Constantinople en 381 qui utilise les figures de la Vierge dans les débats théologiques sur l'humanité du Christ. Des mariophanies sont par la suite intégrées dans des traditions hagiographiques ultérieures qui rapportent des récits d'apparitions mariale dès les premiers siècles de notre ère, mais elles se multiplient surtout à partir des années 500, période qui correspond aux attentes d'une société médiévale qui ne se contente plus de dieux thérapeutes manifestant leur présence aux fidèles mais a besoin d'habitants célestes (apôtres, vierge) servant de figure de médiation et d'intercession.

### Les grandes fêtes historiques
Un certain nombre de fêtes religieuses, célébrées dans l'Église catholique, sont fondées sur des « traditions historiques » impliquant des apparitions mariales. Techniquement, ces apparitions ne relèvent pas de la liste approuvée par la Congrégation pour la Doctrine de la Foi, car elles sont généralement antérieures à la constitution de cette congrégation en 1542. Ces apparitions sont reconnues sur la base de la déclaration papale du jour de la fête plutôt que de l'analyse formelle, par la Congrégation pour la Doctrine de la Foi, sur la véracité de l'apparition.

#### Notre-Dame du Pilier

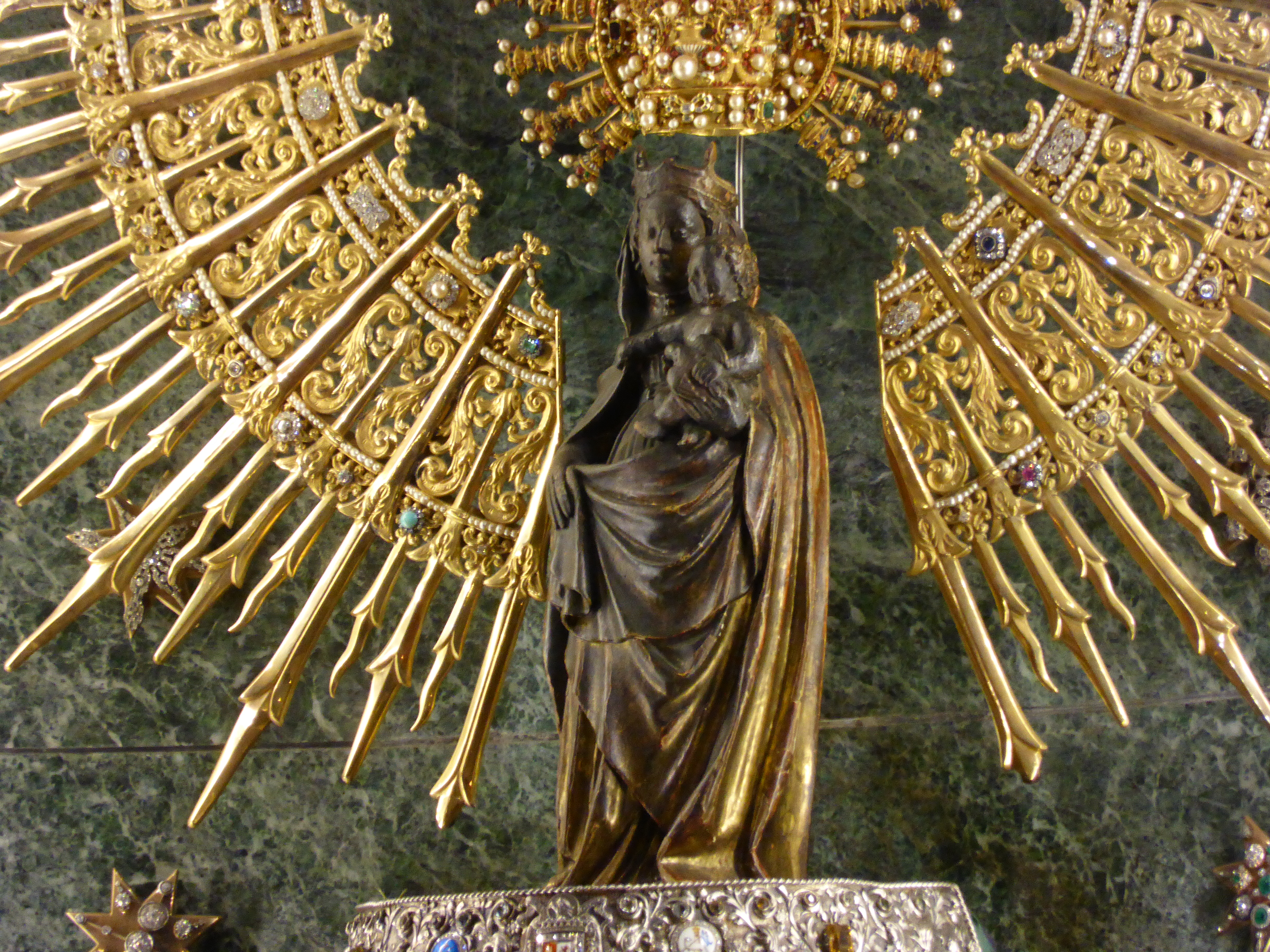
Statue de Notre-Dame du Pilier dans la basilique de Saragosse.

En l'an 40, selon les traditions, la Vierge Marie serait apparue à saint Jacques le Majeur, à Saragosse, en Espagne. L'apparition a pris le nom de Notre-Dame du Pilier et est la seule apparition mariale rapportée avant l'Assomption de Marie. La basilique Notre-Dame-du-Pilier a été construite à Saragosse, elle contient la statue vénérée de la Vierge du Pilier et fait référence à cette apparition. La Vierge du Pilier est la patronne de toute l'Espagne.

#### Notre-Dame-des-Neiges
La fête de Notre-Dame-des-Neiges est basée sur une légende selon laquelle pendant le pontificat du pape Libère au IVe siècle, dans la nuit du 5 août, la neige serait tombée sur le sommet de la colline de l'Esquilin à Rome. À la vue de ce miracle, ou du moins de ce « signe extraordinaire » en plein été, le pape détermine l'emplacement de la basilique qu'il avait projeté de construire en l'honneur de Notre-Dame.
L'église construite en ce lieu se nomme aujourd'hui la basilique Sainte-Marie-Majeure et la fête de sa dédicace le 5 août est célébrée dans toute l’Église. Cependant, dans les archives historiques, les seules références à ce « miracle » (de la neige), ne sont présentes que quelques siècles plus tard, même le pape Sixte III au Ve siècle n'en fait pas mention dans son inscription dédicatoire. Selon Michael Ott, écrivant dans la Catholic Encyclopedia, « il semblerait que la légende ne repose sur aucune base historique ». Cependant, au XIVe siècle, la fête de « Notre-Dame des neiges » fut étendue à toutes les églises de Rome, puis le pape Pie V, au XVIe siècle étendit la fête à toute l’Église universelle.
Lors de la révision de 1969 du missel romain, cette date est devenue une commémoration de la dédicace de la basilique Sainte-Marie-Majeure.

#### Notre-Dame de Walsingham

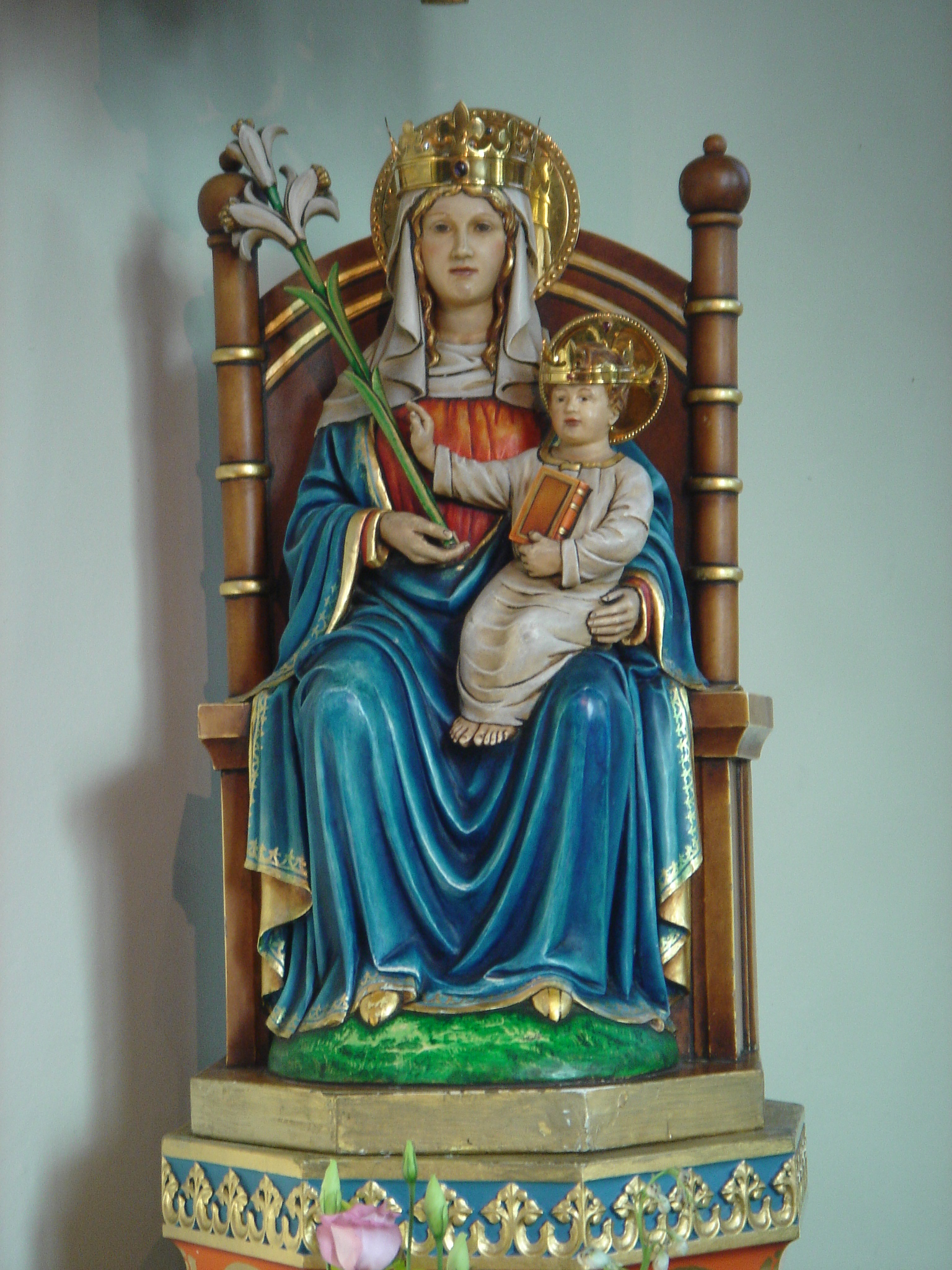
Statue de Notre-Dame de Walsingham dans la chapelle Slipper à Houghton Saint Giles.

Selon la tradition, Notre-Dame de Walsingham, la Vierge Marie, serait apparue à Richeldis de Faverches (en), une noble dame saxonne fervente, en 1061 à Walsingham, en Angleterre, lui demandant de construire un sanctuaire dédié à l'Annonciation. Le sanctuaire est confié à des chanoines réguliers entre 1146 et 1174. En 1538, les soldats du roi Henri VIII pillent le prieuré de Walsingham, tuent deux moines et détruisent le sanctuaire. En 1897, le pape Léon XIII rétablit la basilique Notre-Dame-de-Walsingham du XIVe siècle (sous forme d'une chapelle gothique) en en faisant un sanctuaire catholique.
Il existe aujourd'hui deux sanctuaires mariaux à Walsingham : le sanctuaire catholique avec la chapelle gothique (la chapelle Slipper) et la « Holy House » maintenue par l'Église anglicane dans le sanctuaire anglican. Il y a aussi deux fêtes distinctes : le 24 septembre dans l’Église catholique et le 15 octobre dans la communion anglicane.

#### Notre Dame du Rosaire
Selon la tradition dominicaine, Notre-Dame du Rosaire serait apparue à saint Dominique en 1208 dans l'église de Prouille, en France, et lui aurait présenté le chapelet comme une arme contre l'hérésie. Les Bollandistes, cherchant à remonter à l'origine de la tradition, ont découvert que tous les indices convergeaient sur un point : la prédication du dominicain Alain de La Roche autour des années 1470-1475. « Bien que le don du chapelet par Marie à saint Dominique soit reconnu comme une légende, le développement de cette forme de prière doit beaucoup aux disciples de saint Dominique ».
En 1571, le pape Pie V institue « Notre-Dame de la Victoire » comme fête annuelle le 7 octobre pour commémorer la victoire de Lépante, cette victoire étant attribuée à la Vierge Marie. En 1969, le pape Paul VI change le nom de la fête en Notre-Dame du Rosaire,.
En 1917, lors des apparitions mariales de Fátima, la Vierge Marie aurait déclaré aux voyants se nommer « Notre-Dame du Rosaire »,.

#### Notre-Dame du Mont-Carmel

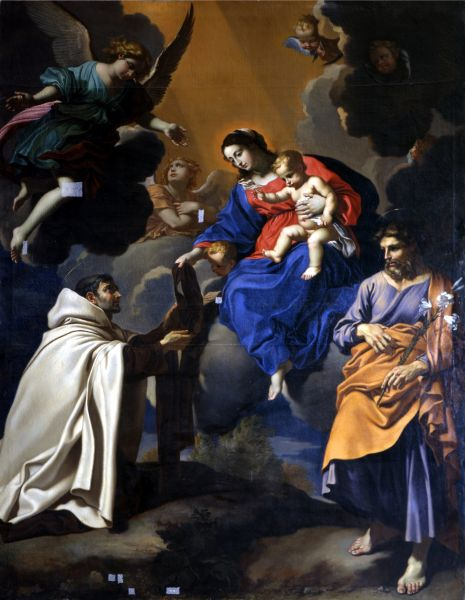
La Vierge remettant le scapulaire à saint Simon Stock. 1644 (Avignon).

Selon la tradition carmélitaine, la Vierge Marie serait apparue à saint Simon Stock, prieur général de l'Ordre du Carmel au milieu du XIIIe siècle. La première référence à cette apparition mariale, datée de la fin du XIVe siècle, indique que « saint Simon était un Anglais, un homme d'une grande sainteté et d'un grand dévouement, qui demandait toujours à la Vierge de favoriser son Ordre avec privilège singulier. La Vierge lui apparut tenant le scapulaire Brun à la main en disant : “Ceci est pour vous et le vôtre un privilège ; celui qui y meurt sera sauvé” ». Un scapulaire est un vêtement semblable à un tablier qui fait partie de la tenue des religieux carmélitains et, dans le contexte initial, la promesse de la Bienheureuse Vierge Marie était l'assurance que les religieux qui persévéreraient dans leur vocation seraient sauvés. À partir de la seconde moitié du XVIe siècle, le petit scapulaire de dévotion devint très populaire en tant que sacramental.
L’historicité de la vision de saint Simon Stock est historiquement controversée. Par conséquent, ni la liturgie de la fête de Notre-Dame du Mont-Carmel le 16 juillet (qui à l’origine était étroitement liée à la « vision de saint Simon Stock » du XIIIe siècle), ni celle de saint Simon Stock (le 16 mai) ne font plus aucune référence à la « vision de Marie ou du scapulaire ». Le scapulaire de Notre-Dame du Mont-Carmel lui-même, reste chaleureusement approuvé et recommandé par l'Église catholique.

### Apparitions mariales reconnues

#### Par l'Église catholique
Avant le XVIe siècle, un certain nombre d'apparitions mariales ont pu être « validées » par des autorités de l’Église catholique (comme l'évêque du lieu), suivant une procédure plus ou moins définie (à l'époque). Par exemple, ce fut le cas pour les apparitions de Cós (Portugal) en 1492, reconnues après enquête par l'évêque du lieu.
Au XVIe siècle la Congrégation pour la doctrine de la foi publie une première « règle de discernement pour les apparitions » (mariales ou non). Aujourd'hui, les « critères de discernement des apparitions et des révélations » en usage dans l’Église catholique sont ceux établis par la Congrégation pour la doctrine de la foi et approuvées par le pape Paul VI, le 24 février 1978.
En 1993, l'historienne Sylvie Barnay dénombre 12 apparitions reconnues officiellement par l'Église catholique (à partir du XVIe siècle). En 2007, le Dictionnaire des « apparitions » de la Vierge Marie recense 14 apparitions reconnues par l'Église catholique. En 2011, selon Frédéric Lenoir, cette reconnaissance se monte à 15 apparitions sur 21 000 recensées depuis l'an mille. En 2016, la journaliste Marie Malzac, indique que ce nombre est porté à 18.
Début 2019, les apparitions reconnues par le Vatican (par exemple directement par le pape, comme celles de Šiluva) ou celles reconnues officiellement par « l'ordinaire » (terme désignant l'évêque ayant autorité sur le lieu des apparitions), sont les suivantes :
| Rang | Image | Article                             | Lieu                              | Pays       | Date des apparitions                                                                                | Visionnaire                                                                | Reconnaissance officielle                                                              |
| ---- | ----- | ----------------------------------- | --------------------------------- | ---------- | --------------------------------------------------------------------------------------------------- | -------------------------------------------------------------------------- | -------------------------------------------------------------------------------------- |
| 1    |       | Apparitions mariales du Laus        | Notre-Dame du Laus (Hautes-Alpes) | France     | de mai 1664 jusqu'en 1718                                                                           | Benoîte Rencurel                                                           | Jean-Michel Di Falco le 4 mai 2008                                                     |
| 2    |       | Apparition mariale de La Salette    | La Salette-Fallavaux (Isère)      | France     | 19 septembre 1846                                                                                   | Maximin Giraud et Mélanie Calvat                                           | Philibert de Bruillard le 19 septembre 1851 et Jacques Ginoulhiac le 19 septembre 1855 |
| 3    |       | Apparitions mariales de Lourdes     | Lourdes (Hautes-Pyrénées)         | France     | du 11 février au 16 juillet 1858                                                                    | Bernadette Soubirous                                                       | Bertrand Laurence le 18 janvier 1862                                                   |
| 4    |       | Apparitions mariales de Green Bay   | Champion (Wisconsin)              | États-Unis | octobre 1859                                                                                        | Adèle Brise                                                                | David L. Ricken (en) le 8 décembre 2010,                                               |
| 5    |       | Apparition mariale de Pontmain      | Pontmain (Mayenne)                | France     | 17 janvier 1871                                                                                     | Eugène Barbedette, son frère Joseph et Françoise Richer                    | Casimir Wicart le 2 février 1872 puis Eugène Grellier le 16 avril 1920                 |
| 6    |       | Apparitions mariales de Gietrzwałd  | Gietrzwałd                        | Pologne    | du 27 juin 1877 au 16 septembre 1877                                                                | Justyna Szafrynska et Barbara Samulowska (pl)                              | 11 septembre 1977                                                                      |
| 7    |       | Apparitions mariales de Fátima      | Fátima                            | Portugal   | du 13 mai au 13 octobre 1917                                                                        | Lúcia dos Santos, Francisco Marto et sa sœur Jacinta                       | 13 octobre 1930                                                                        |
| 8    |       | Apparitions mariales de Beauraing   | Beauraing                         | Belgique   | du 29 novembre 1932 au 3 janvier 1933                                                               | Fernande, Gilberte et Albert Voisin, ainsi qu'Andrée et Gilberte Degeimbre | 2 juillet 1949                                                                         |
| 9    |       | Apparitions mariales de Banneux     | Banneux                           | Belgique   | du 15 janvier au 2 mars 1933                                                                        | Mariette Beco                                                              | 22 août 1949                                                                           |
| 10   |       | Apparitions mariales d'Akita        | Akita                             | Japon      | 3 messages (6 juillet au 13 octobre 1973) et 101 lacrimations (4 janvier 1975 au 15 septembre 1981) | Agnès Sasagawa Katsuko                                                     | Jean Shojiro Itô le 22 avril 1984                                                      |
| 11   |       | Apparitions mariales de Betania     | Betania, près de Cúa              | Venezuela  | du 25 mars 1976 au 5 janvier 1990                                                                   | Maria Esperanza Medrano de Bianchini                                       | Pio Bello Ricardo, évêque de Los Teques, le 21 novembre 1987,                          |
| 12   |       | Apparitions mariales de Kibeho      | Kibeho                            | Rwanda     | du 28 novembre 1981 au 28 novembre 1989                                                             | Alphonsine Mumureke, Nathalie Mukamazimpaka, Marie-Claire Mukangango       | Augustin Misago le 29 juin 2001,                                                       |
| 13   |       | Apparitions mariales de San Nicolás | San Nicolás de los Arroyos        | Argentine  | du 25 septembre 1983 au 11 septembre 1991                                                           | Gladys Quiroga de Motta                                                    | Héctor Cardelli le 22 mai 2016,                                                        |

#### Par l'Église copte orthodoxe
Certaines apparitions ont été approuvées par les autorités de l'Église copte orthodoxe. Pour qu'une apparition soit approuvée, le patriarche de l'Église copte orthodoxe envoie une délégation officielle composée d'évêques et de prêtres, qui doivent tous être témoins de l'apparition et documenter les miracles qui y sont associés,.
| Rang | Image | Article               | Lieu                    | Pays   | Date des apparitions      | Visionnaire                                                   | Reconnaissance officielle                         |
| ---- | ----- | --------------------- | ----------------------- | ------ | ------------------------- | ------------------------------------------------------------- | ------------------------------------------------- |
| 1    |       | Notre-Dame de Zeitoun | Zeitoun (Le Caire)      | Égypte | du 2 avril 1968 à 1971    | des dizaines de milliers de personnes, chrétiens et musulmans | patriarche Cyrille VI d'Alexandrie le 5 mai 1968, |
| 2    |       | Notre-Dame d'Edfu     | Edfou                   | Égypte | d'août à novembre 1982    | de nombreuses personnes                                       | Hedra d'Assouan en 1982,                          |
| 3    |       | Notre-Dame de Shoubra | Shoubra (Le Caire)      | Égypte | 1986                      | de nombreuses personnes                                       | Patriarche Chenouda III en 1991,                  |
| 4    |       | Notre-Dame d'Assiout  | Assiout                 | Égypte | de 2000 à 2001            | des milliers de personnes                                     | Concile d'Assiout en octobre 2000,                |
| 5    |       | Notre-Dame de Warraq  | Île d'Al-Warraq (Gizeh) | Égypte | du 10 au 22 décembre 2009 | des centaines de personnes, chrétiens et musulmans            | Patriarche Chenouda III en 2015,                  |

Pour toutes ces apparitions, l’Église catholique ne s'est pas exprimée, laissant le soin à l’Église copte de faire l'enquête et de prononcer ou non la reconnaissance.

#### Par la communion anglicane
Certaines apparitions ont été approuvées par les autorités de la Communion anglicane.
| Rang | Image | Article                         | Lieu                      | Pays       | Date des apparitions             | Visionnaire                   | Commentaire |
| ---- | ----- | ------------------------------- | ------------------------- | ---------- | -------------------------------- | ----------------------------- | --- |
| 1    |       | Apparitions mariales de Lourdes | Lourdes (Hautes-Pyrénées) | France     | du 11 février au 16 juillet 1858 | Bernadette Soubirous          | Un sanctuaire marial anglican a été construit à Lourdes, à proximité du sanctuaire catholique. En septembre 2008, Rowan Williams, archevêque de Canterbury, a effectué un pèlerinage à Lourdes et a prêché au sanctuaire |
| 2    |       | Notre-Dame de Walsingham        | Walsingham                | Angleterre | 1061                             | Richeldis de Faverches (en)   | En 1922, Alfred Hope Patten (en), vicaire de la paroisse, relance la dévotion à Notre-Dame de Walsingham et organise des pèlerinages vers ce sanctuaire. Aux États-Unis, l’Église Épiscopale du Wisconsin a également un sanctuaire dédié à la Vierge de Walsingham                                                            |
| 3    |       | Notre-Dame de Yankalilla        | Yankalilla                | Australie  | août 1994                        | image visible dans une église | Une image est apparue sur le mur de l'église (vieille de plus d'un siècle). L'image est interprétée comme le visage et les épaules de la Vierge. En décembre 1996 l'évêque a béni l'église comme « sanctuaire de Notre-Dame de Yankalilla ». Ce lieu est devenu un important lieu de pèlerinage pour les anglicans australiens |

#### Autres apparitions et manifestations mariales
Bien qu'elles ne jouissent pas d'une reconnaissance officielle de la part des autorités ecclésiastiques, les apparitions ou manifestations mariales suivantes font l'objet d'une reconnaissance mineure, c'est-à-dire dont le culte et l'organisation de pèlerinages ont été autorisés, ainsi que l'édition et la propagation des messages qui sont attribués à la Vierge Marie. Parmi elles, on peut citer :

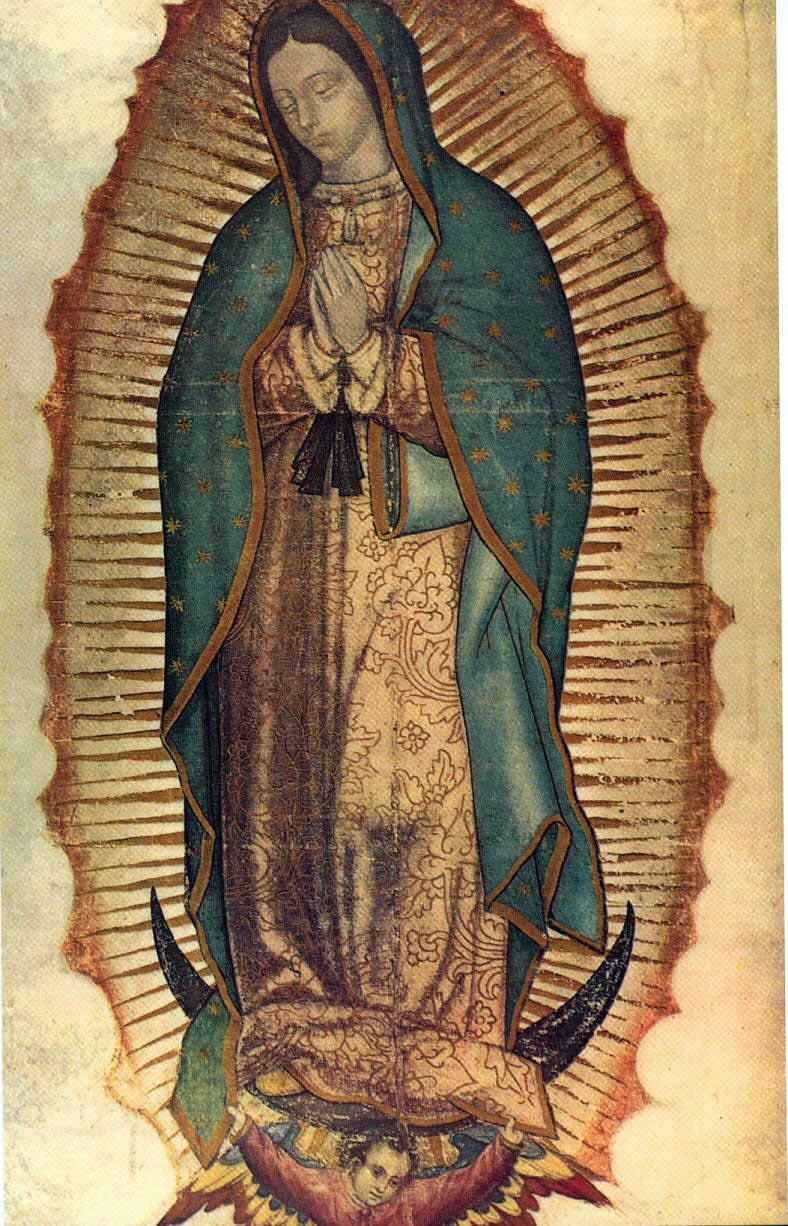
L'image de Notre-Dame de Guadalupe vénérée à la suite des apparitions à Juan Diego.

- Le 3 mai 1491, la Vierge Marie apparaît à Thierry Schoeré, un forgeron, aux Trois-Épis, en Alsace[83].
- En 1531, à Mexico, sur la colline de Tepeyac, la Vierge de Guadalupe apparait à Juan Diego Cuauhtlatoatzin. Le culte est organisé très vite et les fidèles se font de plus en plus nombreux. Néanmoins, l'évêque du lieu semble n'avoir jamais reconnu officiellement le miracle et ce depuis 5 siècles. Par contre, en septembre 2001, la Congrégation pour les causes des saints a voté en faveur du miracle. Le décret relatif à la reconnaissance officielle des événements comme miraculeux a été signé par le pape Jean-Paul II le 20 décembre 2001[84]. Guadalupe est le plus important pèlerinage chrétien à la Vierge[B 22],[85].
- En 1594 à Quito (Équateur), Notre Dame du Bon Succès serait apparue à Mère Mariana de Jesus Torres. Le culte est autorisé par Salvador de Riber en 1611[86].
- L'apparition de Notre-Dame de l'Osier en 1657 à Pierre Port-Combet, succède au « miracle de l'Osier » en 1649, reconnu après enquête canonique. Cette apparition fait l'objet d'une dévotion officielle (bien que n'ayant pas été reconnue canoniquement)[B 28].
- Les apparitions mariales de Querrien à Jeanne Courtel en 1652. Le culte est autorisé par Denis de La Barde (la même année), et une chapelle est construite[87].
- En 1775, à Šiluva en Lituanie, Notre-Dame de Šiluva apparait à des enfants et provoque la conversion de nombreux fidèles dans une région passée massivement au protestantisme. Son culte devient très important, une église est construite, et elle devient un lieu de pèlerinage national majeur[61].

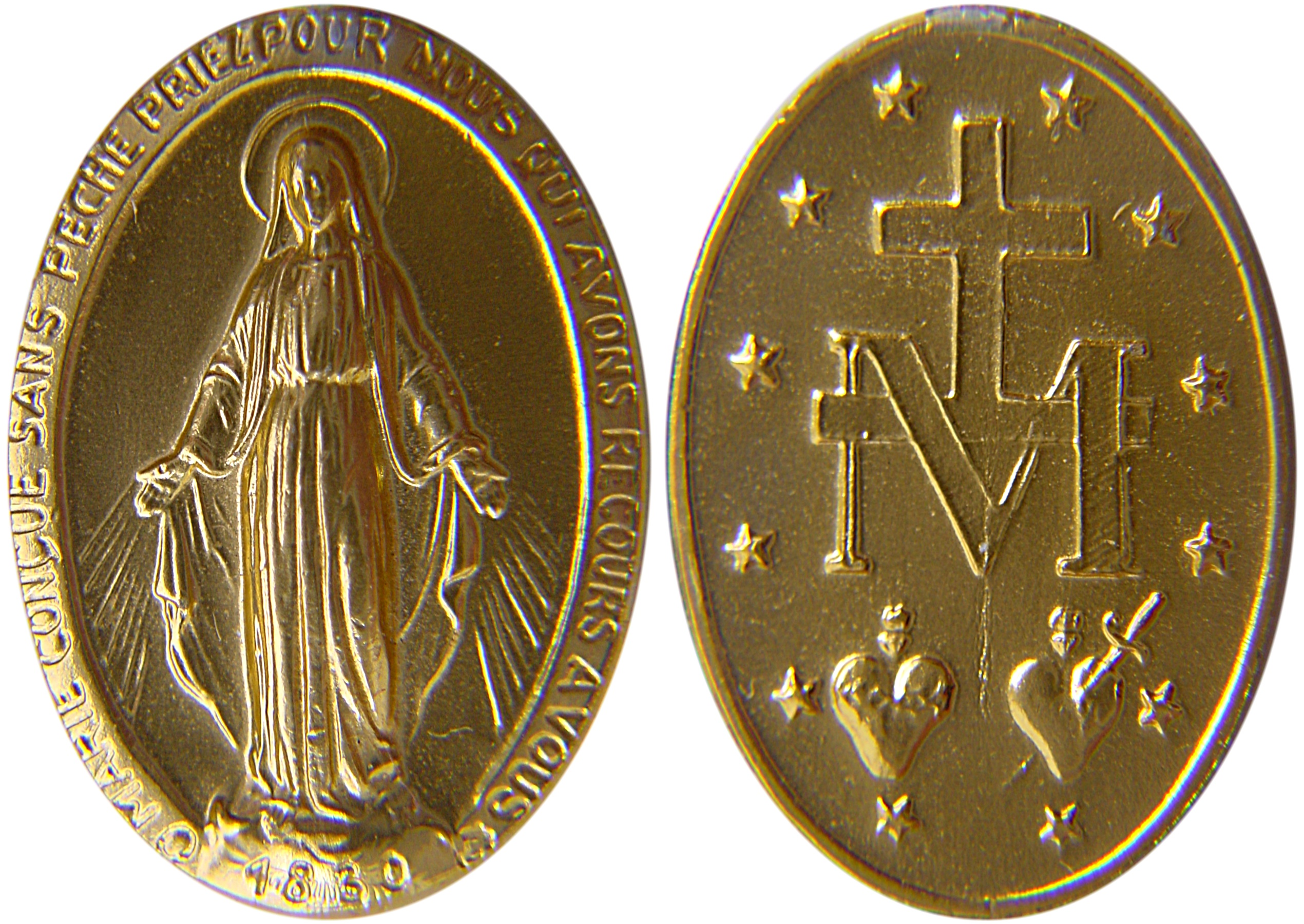
La médaille miraculeuse.

- Apparitions les 19 juillet et 27 novembre 1830 à sainte Catherine Labouré à Paris, dans la chapelle de la rue du Bac[T 4]. On autorisa et encouragea la diffusion de la médaille miraculeuse, mais comme sœur Labouré voulut rester anonyme jusqu'à sa mort, l'enquête canonique de l'archevêque de Paris ne put être poursuivie et, techniquement, les apparitions de la rue du Bac n'ont donc jamais été juridiquement reconnues selon les voies habituelles. Néanmoins, en 1842, Alphonse Ratisbonne, juif athée qui portait la médaille, se convertit à Rome, à la suite d'une apparition. Après enquête, l'évêque de Rome étant également le pape, la conversion miraculeuse de Ratisbonne entraîne ainsi la reconnaissance rapide de N-D de la Médaille-miraculeuse, fêtée par l’Église le 27 novembre, date à laquelle l'apparition de la rue du Bac avait demandé à faire frapper la médaille[88]. Un sanctuaire fut édifié et sœur Catherine Labouré fut canonisée en 1947. Le pape Jean-Paul II s'est rendu à la rue du Bac en 1980[B 29].
- Le 20 janvier 1842, la Vierge apparait au Juif Alphonse Ratisbonne - qui portait par défi la médaille de N-D de la Médaille-miraculeuse - à Rome (Italie), qui se convertit. Le culte de Notre-Dame de Rome est autorisé le 20 janvier 1842[89],[90],[91]
- Tout au long de 1876, Notre-Dame de Pellevoisin apparaît quinze fois à Estelle Faguette, lui accorde la guérison et lui confie le Scapulaire du Sacré-Cœur[B 30]. Charles de La Tour d’Auvergne le 10 mai 1876 autorise le culte public à Notre-Dame de Pellevoisin. Autorisation confirmée par le pape Pie IX en 1877[25],[T 4].

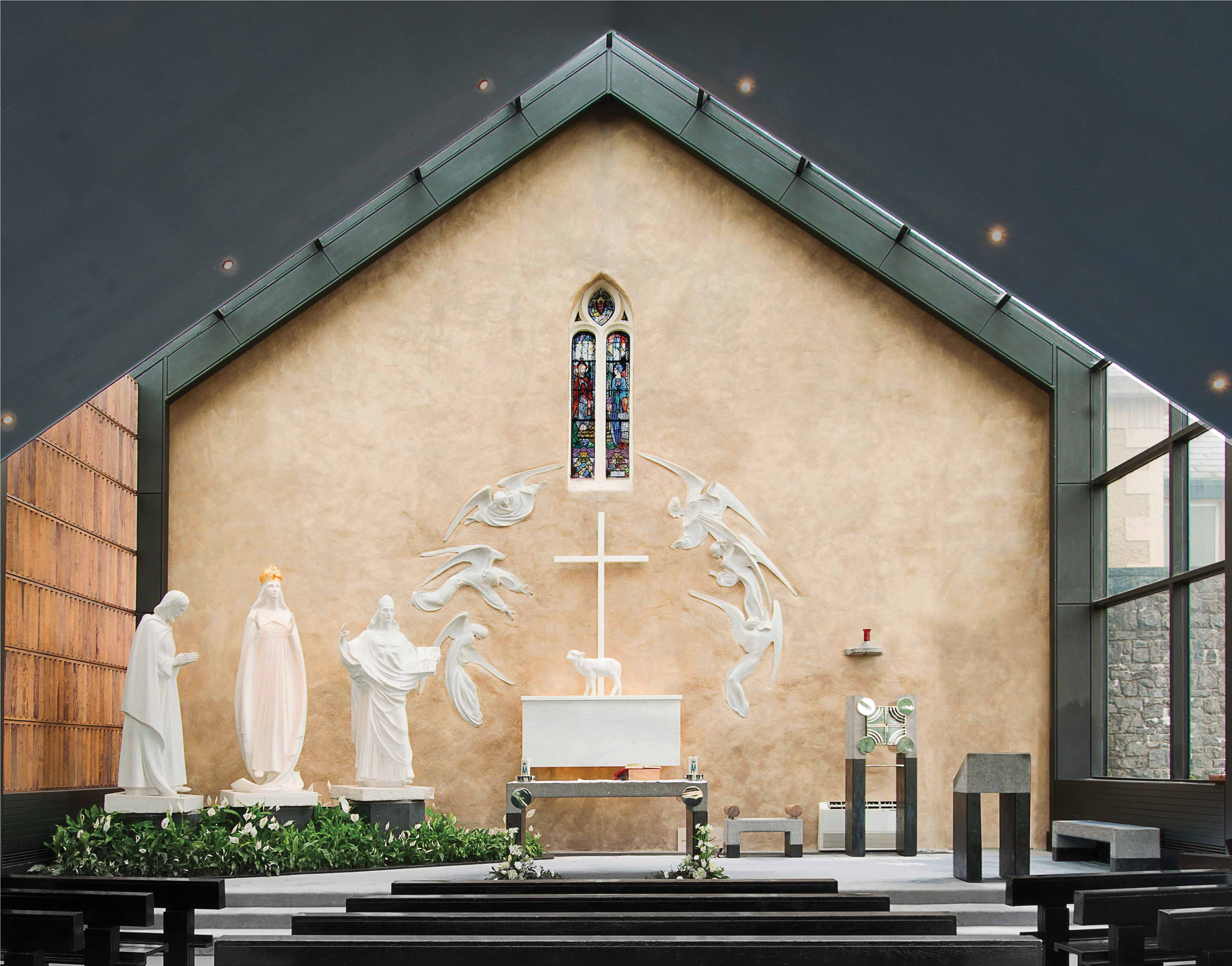
Représentation de l'apparition dans le sanctuaire de Notre-Dame de Knock en Irlande.

- En 1879, à Knock en Irlande, la Vierge apparait à une quinzaine de personnes en compagnie de Saint Joseph et Saint Jean. Cette apparition unique fait l'objet de deux enquêtes canoniques, et de plusieurs marques de reconnaissance ecclésiale, mais ne donne lieu à aucune proclamation officielle de reconnaissance[92],[T 5]
- En 1930, la religieuse Sœur Amalia de Jésus Flagellé (pt) déclare voire la Vierge Marie à Campinas au Brésil. Elle a diffusé, avec l'autorisation de l'évêque du lieu, la dévotion à Notre-Dame des Larmes[B 31],[93].
- Entre 1936 et 1937, deux filles – Maria da Luz (qui deviendra plus tard religieuse et changera son nom en « Adélia ») et Maria da Conceição – rapportent que Maria leur est apparue en se faisant appeler « la Grâce » à Cimbres, un village près de Pesqueira, au Brésil. Elle a demandé des prières et une pénitence contre la montée du communisme dans le pays[94]. Les apparitions ont été reconnues comme « surnaturelles » en octobre 2021 par l'évêque diocésain[95].
- En 1945, deux enfants - Marcelina Barroso Expósito et Afra Brígido Blanco - ont signalé plusieurs apparitions de Notre-Dame des Douleurs près de La Codosera, en Espagne. Quelques années plus tard, l'évêque de Badajoz autorise la construction d'un grand sanctuaire marial sur le lieu des apparitions rapportées (désormais baptisé Chandavila)[T 4]
- En 1945, Joseph Vitolo, joue devant sa maison dans le Bronx (États-Unis) quand il voit au-dessus d'une colline une « belle dame » qu'il identifie à la Vierge. Durant 16 nuits l'apparition se reproduit et il vient prier sur ce lieu accompagné d'une foule de personnes de plus en plus nombreuse. Le cardinal Francis Spellman se joindra à eux également. Le lieu de l'apparition déclarée est acheté par des fidèles et une église y est construite. Des messes et des célébrations continuent d'être célébrées en mémoire de ces apparitions[96],[97]

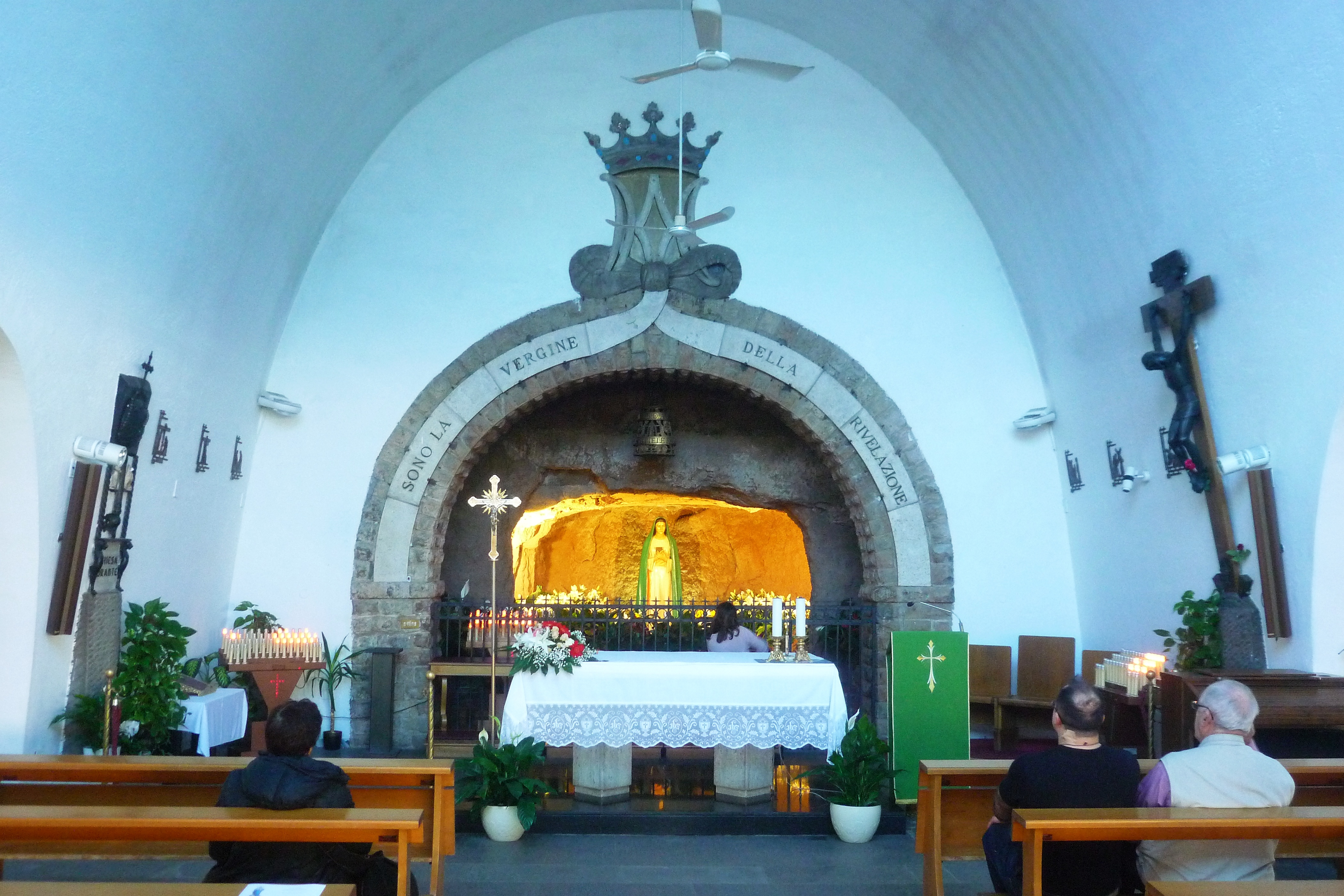
La grotte du sanctuaire de la Vierge de la Révélation près de Rome, Italie.

- Le 12 avril 1947, Bruno Cornacchiola, un père de famille italien anticatholique, aurait vu Notre-Dame avec ses trois enfants dans une grotte près de Rome, qui se présenta à eux comme la Vierge de la Révélation. Elle leur demanda de prier beaucoup et annonça notamment qu'elle avait été épargnée de la corruption après la mort, ce qui aurait déterminé la décision de Pie XII de proclamer son Assomption comme un dogme. Un sanctuaire a été construit en 1956 et le culte à la Vierge de la Révélation est autorisé depuis 1987[98].
- En décembre 1947 la Vierge apparaît à Jacqueline Aubry, Jeanne Aubry et Nicole Robin à L'Île-Bouchard (France). André Vingt-Trois en 2001 autorise officiellement le culte à « Notre-Dame de la Prière »[99],[T 6]
- Vierge des Larmes : lacrimations d'une image du Cœur immaculé de Marie du 29 août au 1er septembre 1953 à Syracuse, en Sicile. Le cardinal Ernesto Ruffini reconnaît les faits comme authentiques après une enquête canonique, et un imposant sanctuaire fut construit et consacré par Jean-Paul II en 1994[T 7].
- En 1980, Bernardo Martínez (es) déclare voir la Vierge à San Francisco de Cuapa (Nicaragua). César Bosco Vivas Robelo (es), en 1982, autorise le culte de Notre-Dame de Cuapa (es)[100],[T 6].

### Apparitions non reconnues par l'Église catholique

#### Principes

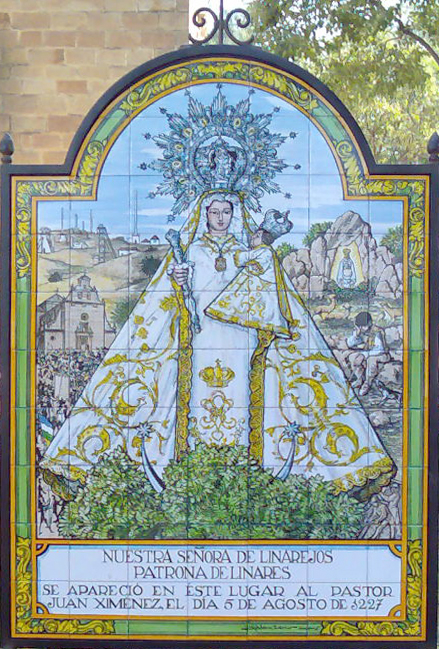
Azulejo représentant l'apparition de la Vierge Marie à Linares.

Les apparitions non reconnues sont en étude ou considérées par l'Église catholique comme pouvant être ou non l'œuvre du diable, ou le fruit de l'imagination des « voyants », ou l'invention de mythomanes se faisant passer pour voyants. Une centaine sont dans l'état d'« étude en cours » par l'ordinaire du lieu, puis par l'Église catholique. Pour prononcer un tel jugement, l'Église se fonde sur quatre critères principaux :
- la conformité du message avec les Saintes Écritures ;
- la communion avec l'Église ;
- la cohérence entre messagers et message ;
- les fruits spirituels de conversion.

Il y alors 2 cas, :
- non constat de supernaturalitate : il n'est pas prouvé que l'apparition soit surnaturelle[N 11] (apparition non reconnue).
- constat de non supernaturalitate : il est prouvé que l'apparition n'est pas surnaturelle (apparition condamnée).

Dans le premier cas, la porte d'une « reconnaissance ultérieure » reste ouverte. L'évêque peut « répondre favorablement » à certaines demandes du « voyant », donnant l'impression « que l'apparition est reconnue » alors que celle-ci est toujours considérée comme « non constat de supernaturalitate », donc non reconnue officiellement. Par exemple c'est le cas pour les « apparitions de l'Escorial » (Espagne 1980) a « érigé canoniquement deux fondations demandées par la Vierge », sans pour autant reconnaître à ce jour les apparitions. Les fidèles peuvent exprimer une dévotion privée sur le lieu d'apparition et une nouvelle enquête peut, éventuellement, revoir la position de l’Église sur cette apparition.
Le constat de non supernaturalitate est lui une « forte recommandation d'éviter l'apparition en question ». Toute dévotion privée est interdite par L’Église, et la position de L’Église est non révisable.

#### Exemples d'apparitions non reconnues
La liste exhaustive serait très longue ; nous ne donnons ici que quelques exemples des plus célèbres :
- Le 23 juin 1859, soit un an après les apparitions de Lourdes, Marie, le Christ Bon Pasteur, saint Pierre et saint Jean seraient apparus à Arnaud-Guilhem, village du Comminges au nord de Saint-Gaudens, Haute-Garonne. Il y eut une affluence de pèlerins venus de nombreux diocèses. Le silence, la neutralité et la prudence furent imposés par l'archevêché de Toulouse le 5 octobre 1860[101]. Il n'y eut pas d'examen approfondi. Par la suite, l'une des jeunes voyantes, devenue sœur Marie du Bon Pasteur au couvent du Dorat de Limoges (Sœurs de Marie Joseph et de la Miséricorde, visitant les prisonniers) aurait vu le Christ et la Vierge dans son monastère, entre 1870 et 1878, ainsi que le rapporte un manuscrit de 400 pages conservé à l'archevêché d'Auch. Le Christ et la Vierge auraient demandé la construction d'un sanctuaire sur le lieu des apparitions[102],[103].
- En 1900, à Liuhecun (dans le Shānxī, Chine), la Vierge Marie aurait été vue en haut des tours de l'église, et aurait repoussé à plusieurs reprises les attaques des Boxers. C'est le village le plus catholique de Chine[104].

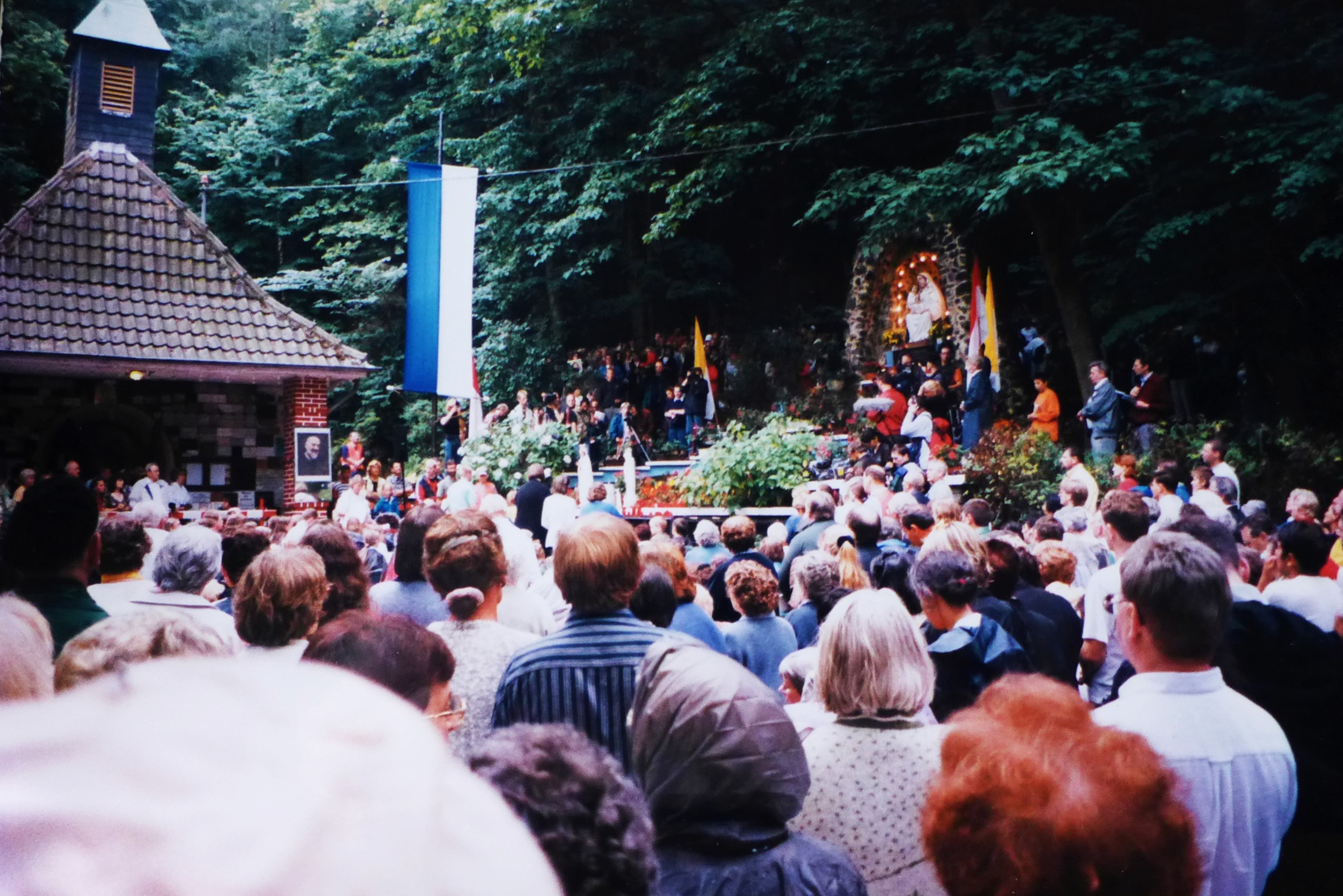
Pèlerins rassemblés sur le lieu des apparitions de Marpingen.

- À Marpingen en Allemagne, la Vierge serait apparue plusieurs fois, à trois périodes différentes (et trois groupes de voyants) : en 1876-1877, puis en 1934-1936 et enfin en 1999. L'enquête menée par l'évêque de Trèves après la dernière des apparitions conclue en 2005 qu'on « ne peut confirmer les événements de Marpingen comme étant d'origine surnaturelle »[T 9]
- Lors de la bataille de la Marne (1914), une apparition mariale aurait repoussé l'invasion allemande en clouant sur place les soldats, selon le témoignage de soldats allemands faits prisonniers. L'évêque n'en ayant pas fait mention[105], le monument de Barcy (77), de Notre-Dame de la Marne ne lui est pas lié.
- À Lipa (Philippines) du 12 septembre au 12 novembre 1948, Teresita Castillo explique avoir vu la Vierge. La reconnaissance diocésaine est annulée par un décret de la Congrégation pour la doctrine de la foi le 11 décembre 2015[106].
- A San Sebastián de Garabandal en Espagne de 1961 à 1965, des apparitions mariales sont rapportées avoir eu lieu auprès de 4 jeunes filles. Après des années d'enquêtes, les évêques successifs de Santander concluent à leur non-existence et à leur explication naturelle[107]. En 1988, Vilaplana, évêque de Santander, fait de nouveau étudier les faits par une commission interdisciplinaire qui, reprenant l'expression « le caractère surnaturel desdites apparitions n'appert point », nuance le jugement de ses prédécesseurs, reconnaissant l'état de non constat de supernaturalitate[108],[109]. En 1992 le Cardinal Ratzinger, alors préfet de la Congrégation pour la Doctrine de la foi, suggère à l’évêque de Santander (de l’époque), de laisser le cas ouvert en tant que Non constat[108],[110],[111] comme cela avait été établi dans les conclusions de l'enquête (de Vilaplana Blasco) clôturée en 1991[112],[113].
- Depuis le 27 novembre 1982, à Soufanieh, dans la banlieue de Damas, Myrna Nazzour, grecque-catholique, manifeste des stigmates, des apparitions du Christ et de la Vierge Marie et des suintements d'huile d'olive[114],[115]. En 2004, une équipe médicale scandinave s'est rendue sur place pour plusieurs examens médicaux[116].

Plusieurs autres prétendues apparitions mariales ont été officiellement rejetées par l'Église catholique : Necedah (jugées inauthentiques en 1955), Agoo (1989, déclarées non surnaturelles en 1993-1996), Denver (1990, déclarées non surnaturelles en 1994), Rochester (1993, jugées inauthentiques en 2000), Cleveland (déclarées non surnaturelles en 2009), Itapiranga (1994, jugées inauthentiques en 2017), Dublin (2014, jugées inauthentiques par la suite). L'Institut de recherche marial international de l'Université de Dayton dénombre pas moins de 83 apparitions rejetées par l'Église catholique de 1900 à 2011.

##### Les reconnaissances cassées par l’Église
Un cas très particulier des « apparitions mariales non reconnues » est celui où la Congrégation pour la doctrine de la foi revient sur la décision de reconnaissance prononcée par l'évêque du lieu et casse la décision épiscopale (en déclarant un non-constat). Ceci est survenu à deux occasions :

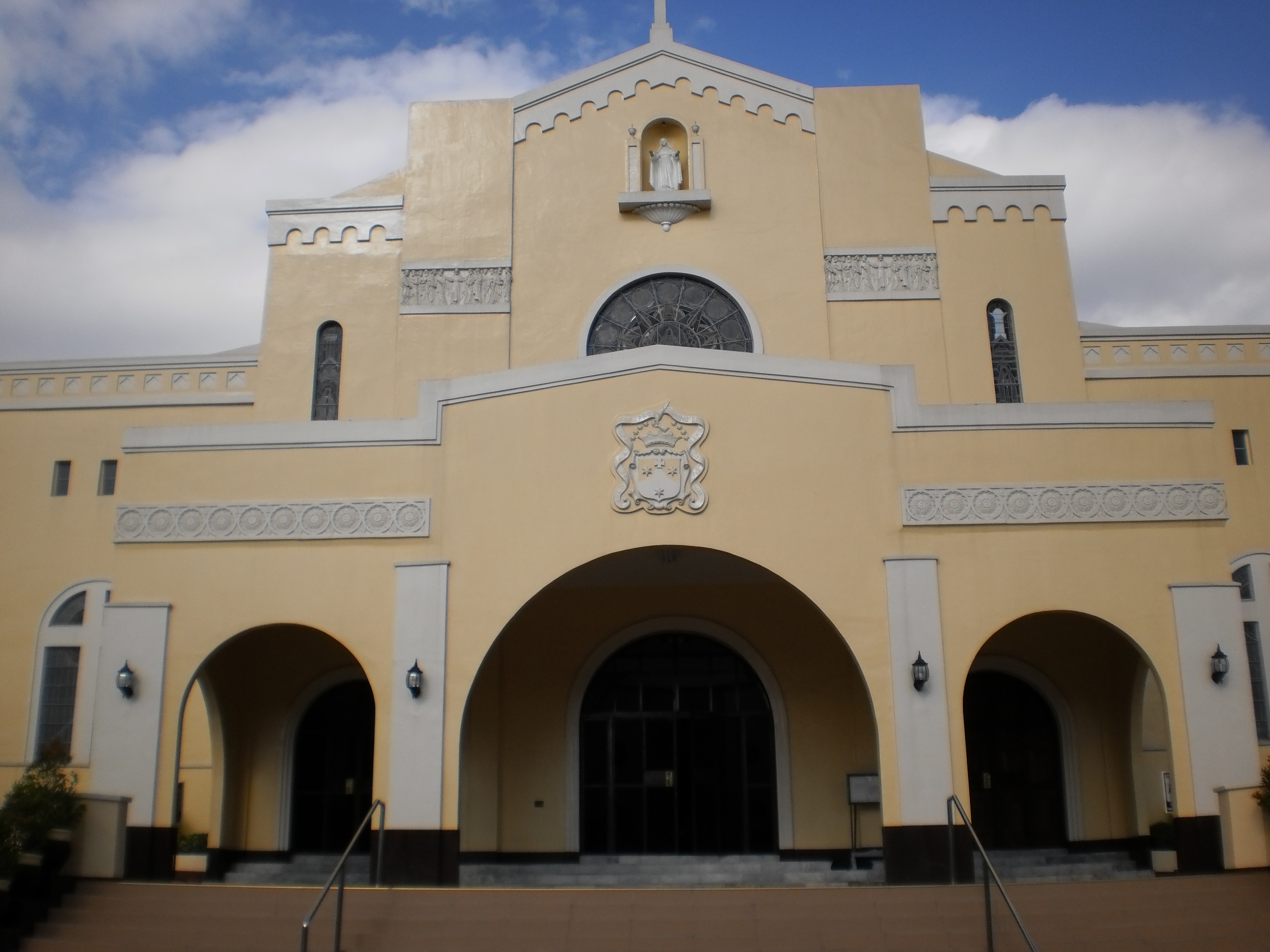
L'église du Carmel de Lipa, haut lieu de pèlerinage à Marie Médiatrice de Lipa.

- les apparitions mariales de Lipa en 1948, aux Philippines. En 2015, Arguelle, l'évêque du lieu, après avoir réuni une nouvelle commission d'enquête, proclame la « reconnaissance officielle » des apparitions au nom de l’Église catholique. Mais en 2017, la congrégation pour la doctrine de la foi, casse sa décision en rappelant la décision du pape Pie XII de 1951, considérée comme « définitive » (et en ignorant les résultats d'enquêtes ultérieurs)[117]. Cependant, le lieu de pèlerinage, et la Vierge de Lipa, restent très fréquentés et vénérée.
- les apparitions mariales d'Amsterdam de 1945 à 1959. En 1974 la Congrégation pour la Doctrine de la foi rend un avis négatif. En 2002, en contradiction avec l'avis précédent et sans consulter le Saint-Siège, Joseph Maria Punt, évêque de Haarlem-Amsterdam, reconnaît les apparitions de la « Dame de tous les Peuples » à Amsterdam. En 2020, la congrégation vaticane se prononce négativement sur les apparitions et rappelle sa propre déclaration de 1974. Confirmant l'avis négatif non publié de 1974, l'Église catholique s'est officiellement et définitivement prononcée contre le caractère surnaturel du phénomène en 2024[118].

Un autre cas particulier est celui des apparitions mariales reconnues par un évêque, mais condamnées par son successeur qui, de ce fait, casse la décision initiale. C'est le cas des apparitions mariales de Louda, au Burkina Faso qui débutent en 1986 et se poursuivent durant plus de dix ans. En 1994, Zoungrana, évêque de Kaya, reconnait officiellement les apparitions comme « authentiques », mais son successeur, Jean-Baptiste Tiendrebeogo, qui le remplace en 1996, décide de condamner ces « présumées apparitions » dès sa prise de fonction. A ce jour, ces « apparitions » ne sont toujours pas reconnues par l’Église catholique,.

#### Apparitions condamnées par l'Église catholique
Plusieurs apparitions se présentant comme mariales ont été condamnées par l'Église catholique. Les condamnations jugent :
- soit que l'apparition est en fait une hallucination ou un autre phénomène naturel,
- soit une supercherie,
- soit encore une apparition diabolique qui se fait passer pour mariale.

Parmi les plus renommées, nous pouvons citer les affaires suivantes :
- Les apparitions rapportées par Marie Mesmin à Bordeaux à partir de 1907.
- L'apparition de Notre-Dame d'Espis qui a été condamnée par l'Église catholique le 10 avril 1947[119]. Le 1er mai 1950, le pape Pie XII reçoit en audience privée Gilles Bouhours (en), le principal voyant d'Espis, mais il ne lève pas les censures[120]. Le 7 décembre 1950, Louis de Courrèges d'Ustou ordonne qu'on n'aménage pas de signe extérieur de culte sur les lieux des apparitions d'Espis sous peine d'excommunication.
- À Manduria, Italie, de 1992 à aujourd'hui, Debora Moscogiuri prétend avoir des visions de la Vierge de l'Eucharistie et de Jésus. Autour de ces prétendues apparitions, un sanctuaire appelé Celeste Verdura et un mouvement pour la jeunesse s'est développé[121]. En 1997, l'évêque d'Oria, Armando Franco, condamne fermement l’authenticité du phénomène car, entre autres, plusieurs messages sont hérétiques. Il interdit toute publicité et tout pèlerinage. Les religieux qui y administrent des sacrements ou célèbrent des messes s'exposent à des sanctions ecclésiastiques[122],[T 10]. Cette décision a été confirmée par ses successeurs[122].
- À Naju, en Corée, apparitions à Julia Youn Kim, une mère de famille. À partir du 30 juin 1985, une statue de Marie aurait pleuré des larmes de sang. Depuis cette date, des phénomènes extraordinaires auraient continué, y compris en février 2010 sur le territoire du Vatican[123]. Cependant, après avoir étudié le phénomène, l'archidiocèse a interdit aux fidèles de se rendre aux cérémonies organisées par Julia Youn, à plusieurs reprises (1998, 2003 et 2005). Le 21 janvier 2008, l'archevêque Andreas Choi Chang-Mou de Gwangju a publié le décret d'excommunication de Julia Youn et de ses adeptes. Cette décision a été approuvée par la Conférence des évêques de Corée[124],[125].
- Veronika Lueken prétend voir apparaître la Vierge Marie et des saints catholiques à New York entre 1970 et 1995. Le 4 novembre 1986, l'évêque de Brooklyn Francis Mugavero (en) publie une déclaration dans laquelle il conclut à l'inauthenticité du phénomène et évoque notamment des contradictions avec les enseignements de l'Église catholique[126].
- À Schio, province de Vicence, à l'ouest de la Vénétie (Italie), Renato Baron (1932-2004) aurait bénéficié de nombreuses apparitions de la Vierge Marie et de Jésus, de 1985 jusqu'à son décès. Plusieurs fois élu conseiller municipal de la ville de Schio, il fut aussi responsable des travaux publics de la ville. Autour de ces apparitions, un important sanctuaire (et un mouvement international) s'est développé à San Martino de Schio : Regina dell'Amore[127]. Le 15 juin 1998, l'évêque de Vicence, Pietro Nonis déclare officiellement que l'enquête ecclésiale n'a pas permis de démontrer que le phénomène est d'origine surnaturelle. Aussi, les pèlerinages et les célébrations officielles n'y sont pas autorisés[128].
- San Damiano, un petit village du nord de l'Italie (1964-1981). Les apparitions à « Mama Rosa » ont été condamnées à plusieurs reprises par l'ordinaire du lieu, dont la dernière le 1er mai 1980[B 33].
- Heroldsbach, des enfants ont prétendu avoir eu des apparitions de la Vierge Marie ainsi que de plusieurs saints du 9 octobre 1949 au 31 octobre 1952. L'enquête ayant révélé qu'elles n'avaient aucun caractère surnaturel, elles ont fait l'objet d'une condamnation par l’évêque du lieu, jugement confirmé par la Congrégation pour la doctrine de la Foi en 1951 : « Les apparitions citées ne sont pas surnaturelles ; en conséquence, est interdit tout culte relatif à celles-ci, soit à l'endroit indiqué, soit ailleurs ; les prêtres qui participeraient à l'avenir à ce culte illicite seront frappés de la suspense a divinis. »[129],[B 34].
- Au Fréchou (France) en 1977, un homme, le père Jean-Marie, qui a tenté à de multiples reprises de se faire ordonner prêtre dans différents diocèses, auprès de différents évêques, se fait ordonner évêque avec un complice par un « faux évêque ». Exploitant un « faux voyant » (qui déclare être témoin d'apparitions), il met en place deux communautés religieuses et même une école. Son enseignement religieux, globalement catholique est en rupture avec l'enseignement de Vatican II. Les communautés religieuses, comme son ordination n'ont jamais été reconnues par l'évêque du lieu, qui a également condamné les « fausses apparitions »[B 35].
- À Satonnay, hameau de Saint-Maurice-de-Satonnay (France) en 1978, un « faux-prêtre » s'associe avec un escroc local pour mettre en place les apparitions de « Notre-Dame des pauvres » et tentent de fonder une congrégation religieuse. L'affaire se termine par une escroquerie financière de fidèles et un procès civil (en plus de la condamnation par l’Église)[B 36].

## Enjeux et conséquences

### Répression politique et récupérations
L'annonce d'une « apparition mariale » peut être perçue comme une « menace » par une autorité politique, particulièrement si cette autorité se trouve être anticléricale et plus spécialement anti-catholique.
Ce fut le cas en 1917 à Fátima (Portugal) d'après Bouflet et Boutry qui écrivent que « les réactions maladroites des autorités civiles donnent à penser que ces manifestations surnaturelles représentaient pour elles un danger ». En effet, le gouvernement républicain, mis en place après la révolution de 1910 avait annoncé clairement son intention d'éradiquer le catholicisme en deux générations. Pour essayer de stopper « les apparitions », le 13 août 1917 (3 mois après la première apparition) les autorités civiles arrêtent et mettent en prison durant deux jours « les voyants » de Fatima, ce qui provoque un début d'émeute populaire. Le 10 mai 1923 (soit 6 ans après la dernière apparition) les autorités civiles interdisent tout rassemblement ou pèlerinage sur le lieu « des apparitions », le gouverneur mobilise les forces armées pour interdire l'accès à Fatima lors du pèlerinage national prévu 3 jours plus tard. Mais le 13 mai, 100 000 personnes se présentent et forcent le passage, franchissant les barricades et des fossés pleins d'eau pour se rendre devant la chapelle des apparitions. Après leur reconnaissance officielle par l’Église, les apparitions de Fátima, ont été l'objet de récupération politique par différents organismes ou mouvements, que ce soit le dictateur Salazar qui « récupère les apparitions dès son accession au pouvoir » via une aide apportée par l'Estado Novo aux promoteurs de Fátima pour des raisons politiques (en soutenant une fraction intégriste de la hiérarchie catholique portugaise qui soutient à son tour le gouvernement). De même , certains « partisans de Fátima », politiquement de droite, ont cherché à « infléchir le message des apparitions », vers une interprétation politique, anticommuniste et antisoviétique. Après Vatican II, Fatima et « son message » sont repris par une frange intégriste de l’Église catholique, qui y voit une « apparition anti-conciliaire » justifiant leur propre opposition au pape et au Vatican.
L'Allemagne nazie ne fut pas en reste non plus. Plusieurs apparitions ont lieu et la Gestapo « intervient systématiquement pour éradiquer par la violence tout fait d'apparition »,. Les auteurs précisent : « le nazisme et le fascisme s'opposent à l'apparition, en quoi ils perçoivent un élément particulièrement subversif du fait religieux qu'ils combattent avec acharnement ». A Munich, des étudiants catholiques du groupe anti-hitlérien de la « Rose Blanche » se nourrissent de la spiritualité mariale de Schönstatt. D'autres s'appuient sur le récit de l'apparition de la Vierge à Wangen en 1938. À Wigratzbad, une jeune femme érige une « grotte de Lourdes » dans la ferme familiale et des centaines de personnes viennent y prier. La voyante Cäcilia Geyer indique la demande de la Vierge : bâtir une chapelle dédiée à la Mère Immaculée de la Victoire, et que « la Vierge promet le triomphe sur les forces du mal ». La Gestapo vient quelques semaines plus tard pour arrêter et interner la voyante, mais celle-ci vient de mourir la veille. En 1937, à Heede, quatre fillettes déclarent « voir la Vierge ». Des milliers de personnes viennent en pèlerinage. Les autorités nazies y voient immédiatement une menace pour leur politique, le gauleiter Röver déclare : « Ce que nous avons mis tant de peine à bâtir en quatre ans (1933-1937), quatre enfants l'ont torpillé en un instant ! ». Les autorités réagissent aussitôt : le 13 novembre la localité est bouclée par 80 hommes dépêchés par Hermann Göring, l'état d'urgence est décrété dans le village, la population est rassemblée à coups de crosse de fusils, les « étrangers aux village » sont expulsés. Puis les maisons des petites voyantes sont investies et les enfants conduits de force à Osnabrück pour y être « examinées ». Après un voyage éprouvant, les enfants sont enfermées dans l'asile psychiatrique avec les aliénés. Après une série de mauvais traitements (une fillette est même enfermée plusieurs jours dans un cachot avec une folle), des menaces et de multiples examens qui ne parviennent pas à démontrer « un quelconque dérangement mental », la détention de six semaines se termine grâce à « l'intervention énergique de l'évêque d'Osnabrück », et les enfants sont rendues à leurs parents. La police cherchera encore à intervenir plusieurs fois, mais les fillettes échapperont à toute nouvelle arrestation grâce à « la complicité des habitants du village et l'appui du clergé local ».
Le régime fasciste de Mussolini se heurte également à « des apparitions de la Vierge » : en 1935, à Valmontana, la voyante Teresa Vanucci transmet les messages qu'elle reçoit à un prêtre. Celui-ci, voulant rester fidèle à ces messages de la Vierge, soutient la résistance aux chemises noires. Il est arrêté et tué par ces derniers. En 1937, à Voltago Agordino, les apparitions suscitent un « élan de ferveur populaire », le message attribué à la Vierge, au contenu « dramatique », est une dénonciation à peine voilée du fascisme, un appel à lutter contre le néo-paganisme qu'il propage et annonce une guerre dans laquelle « l'Italie pour sa perte, sera entraînée ». L'évêque du lieu, puis le Saint-Office condamnent les apparitions comme étant « dénuées de tout caractère surnaturel », mais les fidèles continuent de venir en pèlerinage (d'autant que les pèlerins sont témoins de « signes extraordinaires »). Après la guerre un sanctuaire est construit, le culte est autorisé sur les lieux, mais la référence aux apparitions n'est pas autorisée par l’Église.
En URSS, en 1954, les apparitions de Seridnia en 1954, dans une Ukraine intégrée dans l'URSS communiste, et pour une population catholique persécutée par le pouvoir soviétique, ces apparitions génèrent un « élan d'espérance » pour les fidèles catholiques. Le pouvoir politique met en place une répression sévère qui ne parvient néanmoins pas à empêcher l'information de sortir du pays. Des années plus tard, les journaux officiels accusaient encore « les prêtres [catholiques] » d'avoir « organisé le miracle pour tromper la foule »,.

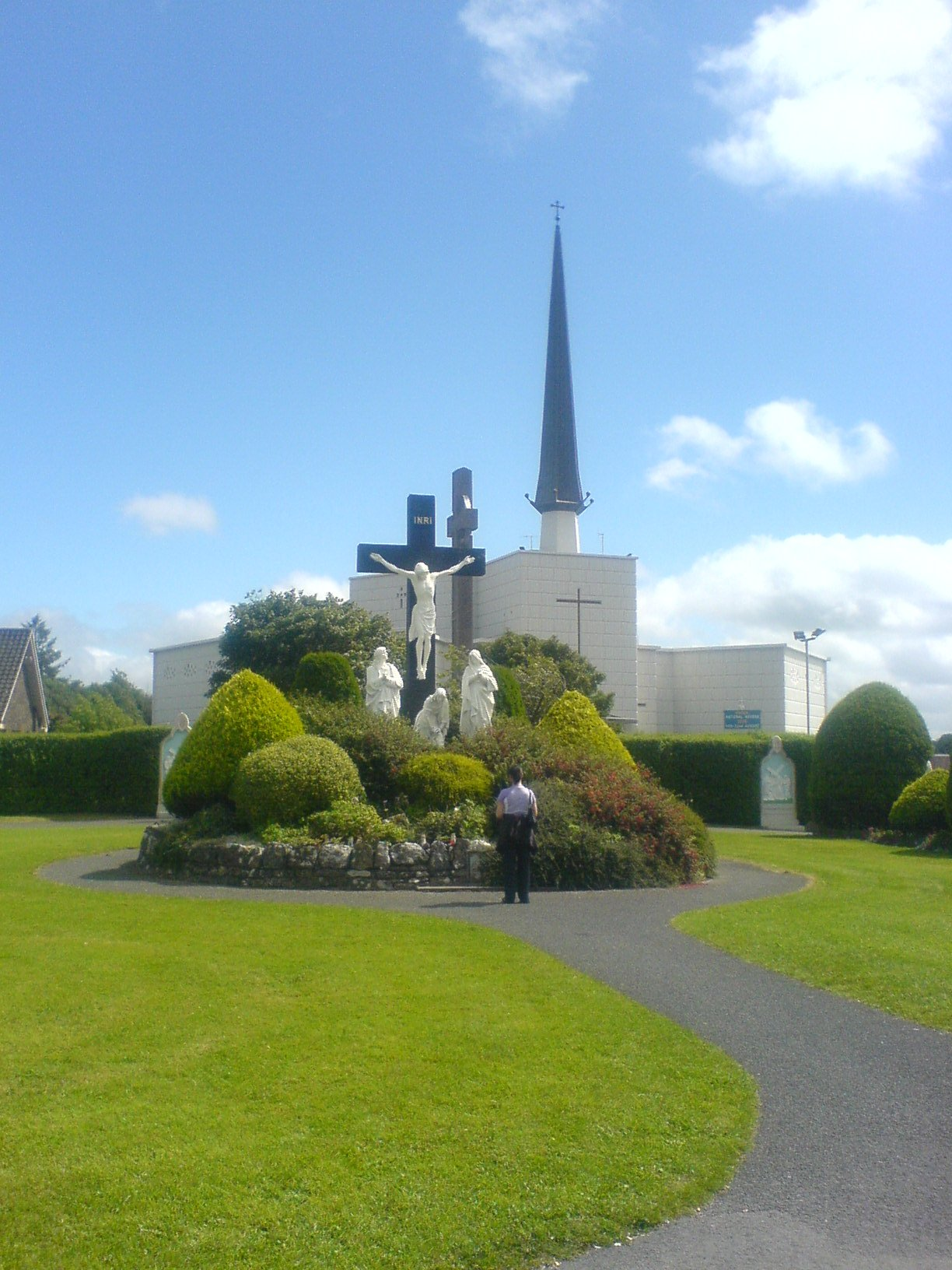
La basilique du sanctuaire de Knock.

En Lituanie en 1962, toujours dans l'URSS communiste, une jeune paysanne, Françoise-Romaine Macuys, a « deux apparitions de la Vierge ». Une troisième est « visible » par plusieurs pèlerins dans une église. Le pouvoir politique « menace et persécute » la jeune voyante. L'autel de l'église est profané. Les pèlerinages sont interrompus jusqu'à la chute du mur de Berlin et l'éclatement de l'URSS.
L'apparition et son « message » peuvent également être interprétés par la population comme un encouragement et un soutien du ciel (sans amener une véritable répression politique), comme à Knock (Irlande), en 1879 : dans un pays sous domination britannique, connaissant plusieurs famines, l’apparition et les miracles qui s'y produisent « font de Knock le symbole de l'espoir pour le paysans irlandais ».

### Contestations religieuses

#### Par les fidèles
La décision des autorités de l’Église (à commencer par celle de l'évêque du lieu), de ne pas reconnaître « le caractère surnaturel des apparitions », voire de « condamner l'apparition » comme étant une illusion ou « une falsification » entraîne parfois une incompréhension, voire un refus de la part de certains fidèles ou des « prétendus voyants ». Ainsi, il n'est pas rare qu'à la suite d'une décision négative, un « groupe de fidèles » passe outre, et continue à suivre le « faux voyant », voire poursuive des « dévotions » interdites par l'autorité ecclésiastique. Si aux XVIe siècle et XVIIe siècle des cas de contestations « populaire » avaient déjà amené l’Église à « reconnaître une apparition et une dévotion » après une première décision négative, il s'agissait, à l'époque, d'une décision de l'évêque du lieu prise en dehors de toute enquête canonique,. Or aujourd'hui, ce phénomène semble se reproduire même après l'enquête canonique de l'évêque et des autorités de l’Église.
Parmi les nombreux exemples nous pouvons citer :
- À Naju, en Corée, malgré la condamnation de l'évêque du lieu et l'interdiction de se réunir pour prier et célébrer la messe, un groupe de fidèles persévère et continue de transmettre les « messages de la voyante » malgré le décret d'excommunication de l'évêque qui touche la « voyante » et tous ses fidèles. Ceux-ci ont affirmé que cette décision de l'évêque était « une erreur hérétique »[T 12],[124].
- A Garabandal en Espagne, malgré la non reconnaissance des apparitions par l'évêque de Santander (elles ne sont pas condamnées mais non reconnues)[108], des pèlerins continuent de venir sur les lieux des « apparitions » et des fidèles de promouvoir ces « supposées apparitions »[134],[135],[136].
- À Međugorje, dès 1984, la commission d'enquête de l’Église sur ces phénomènes demande aux fidèles et aux prêtres de ne pas organiser de pèlerinages à Međugorje, elle demande aux prêtres et aux franciscains sur place (ainsi qu'aux voyants) de ne pas faire de déclarations à la presse sur les apparitions ou les miracles « présumés », et elle interdit aux « voyants » de se produire en public ou dans les églises. Malgré ces mesures, l'arrivée des pèlerins se poursuit. L'évêque de Mostar prend des mesures plus fermes, mais toujours sans effet. La Congrégation pour la doctrine de la foi intervient auprès de la Conférence épiscopale italienne pour interdire toute organisation de pèlerinage par des fidèles ou des prêtres italiens vers Medugorje[N 15], mais cela reste sans effet. Les déclarations publiques et lettres de différents évêques et cardinaux sur « l'interdiction d'organiser des pèlerinages ou autres visites privées » n'influent pas sur le mouvement des fidèles vers ce lieu[T 13]. Depuis le 12 mai 2019 les pèlerinages sont désormais autorisés par le Pape[137].
- à Kerizinen, des apparitions entre 1938 et 1965, bien que condamnées par l'évêque du lieu, amènent des fidèles à construire un oratoire sur le « lieu des apparitions » en 1956. Les pèlerins continuent de venir sur place, malgré les condamnations de l'évêque et de ses successeurs, avec des pèlerinages organisés régulièrement. En 1978, une chapelle est inaugurée devant 12 000 personnes, malgré l'opposition de l'évêque[T 14]

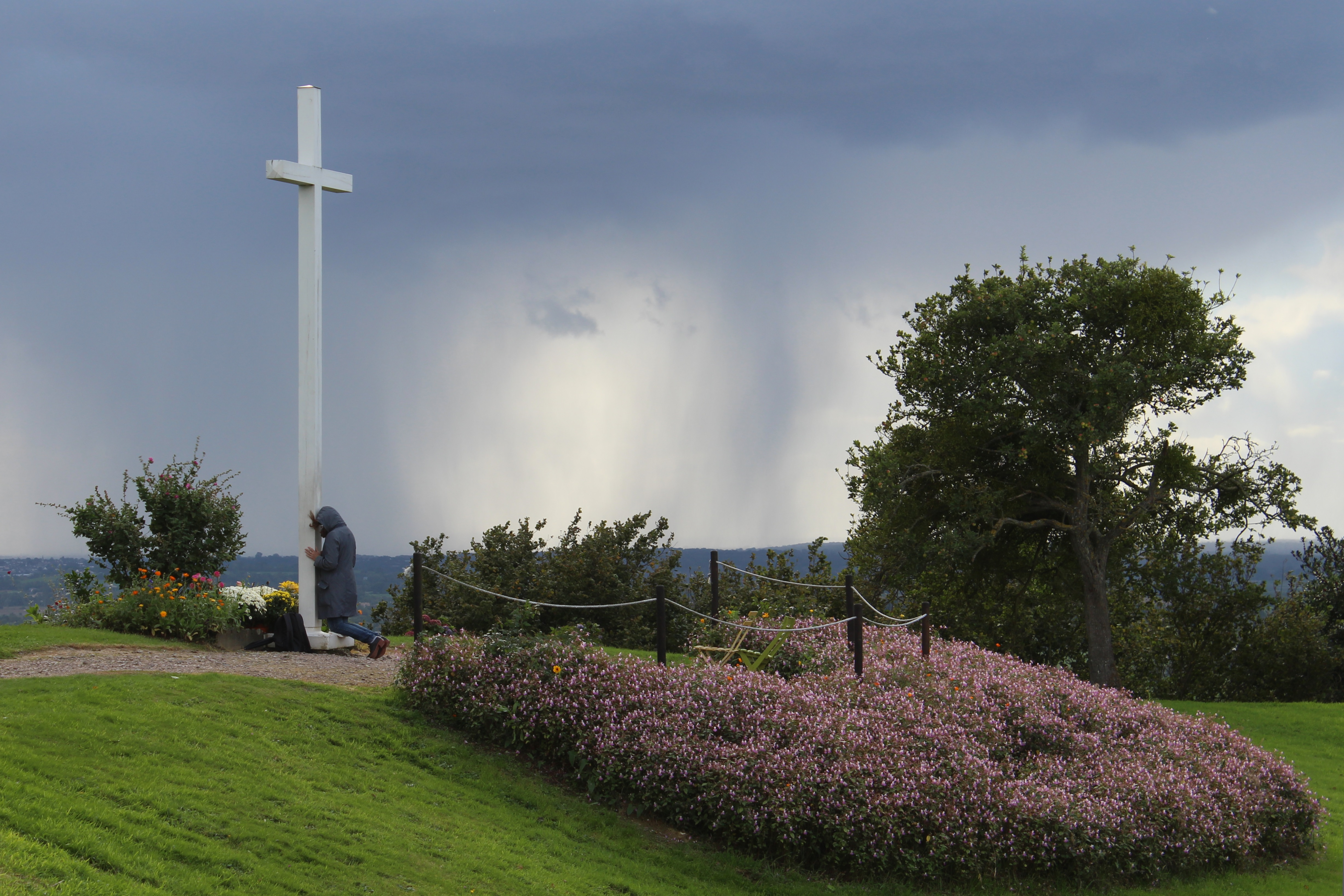
Haute butte de Dozulé, avec la croix installée par les pèlerins.

- Dozulé de 1972 à 1978, Madeleine Aumont aurait été témoin d'apparitions du Christ lui demandant de faire construire un sanctuaire. L'évêque condamne les « prétendues apparitions » et fait interdire toute manifestation religieuse sur ce lieu. Malgré sa décision, confirmée par son successeur en 1991, les pèlerins continuent de se rendre sur le lieu où une grande croix a été dressée (contre l'avis de l'évêque)[T 15]
- Manduria en 1997, l'évêque l'Oria condamne fermement les « prétendues apparitions à la voyante Debora Moscogiuri », mais les « fidèles n'en tiennent pas compte », et les « révélations des différentes apparitions » (qui se poursuivent) sont régulièrement diffusées sur le journal Stella Maris[T 10].
- à San Damiano de 1964 à 1983, les évêques successifs condamnent fermement « Mamma Rosa »[N 16] qui déclare avoir des visions et des « révélations », ainsi que les prêtres et religieux qui amènent des pèlerins « voir la voyante ». Malgré des interdictions de plus en plus sévères vers les « prêtres des autres diocèses » qui se rendent sur place[138], l’Église peine à ralentir le flot des pèlerins[B 45],[B 46].
- Parfois, ce sont de « pseudo-voyants » qui accusent directement les autorités de l'Église catholique d'être « hérétiques » et soutiennent ouvertement l'évêque schismatique Marcel Lefebvre (qui a fondé la Fraternité sacerdotale Saint-Pie-X après son schisme avec le pape), comme dans le cas des apparitions de Fribourg (Suisse) en 1965[B 47], ou de Bayside (Etats-Unis) en 1970 qui appelle à la création d'une « nouvelle Église » plus charismatique[B 48].
- Les accusations d'hérésie par les « voyants » (portées contre l’Église catholique), peuvent même les amener à fonder des sectes où ils vont jusqu'à se faire nommer « évêque ou pape », comme ce fut le cas à Dozulé, Fréchou, Satonnay ou El Palmar de Troya[T 16],[B 35] ,[B 36],[N 17]

#### Par des prêtres ou religieux
Les contestations viennent parfois (également) de prêtres ou religieux, qui, en refusant de se soumettre à l'autorité de l'évêque ou de l’Église encourent des sanctions canoniques allant jusqu'à la révocation et la « réduction à l'état laïc ». Ces cas sont certes moins courants, mais ils surviennent parfois comme dans le cas des apparitions de Naju où le Père Aloysius Chang Hong-bin qui a « soutenu la désobéissance de Youn à son évêque » a été excommunié et retiré de la prêtrise. À Međugorje, le père Jozo Zovko est interdit de sacrements et suspendu par ses supérieurs en 1994, le prêtre franciscain Tomislav Vlašić, qui a été durant plusieurs années le directeur spirituel des six voyants de Medjugorje et qui a déjà fait l'objet d'une sanction en 2008, est réduit définitivement à l'état laïc par le pape Benoît XVI. À Vintebbio (hameau de Serravalle Sesia, Italie) en 1968, le curé est suspendu et démis de la prêtrise l'année suivante pour avoir « organisé de fausses apparitions dans son église ».

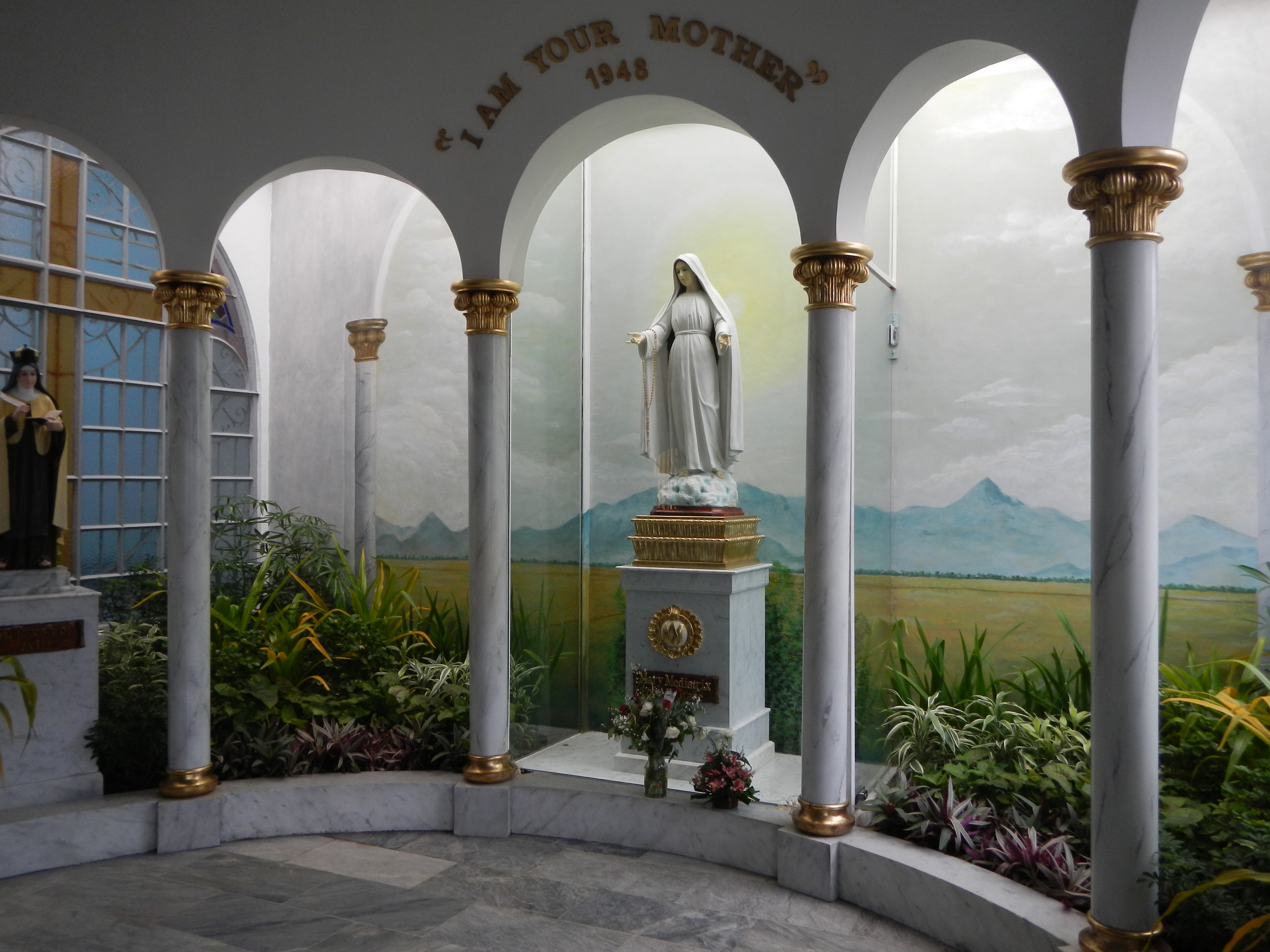
Intérieur du sanctuaire dédié à Notre-Dame de Lipa.

Beaucoup plus rare est le cas d'une contestation « au sein de la hiérarchie catholique ». Ainsi, pour les apparitions mariales de Lipa aux Philippines en 1948, il y a eu une série de décisions d'annulations mutuelles entre l'évêque du lieu et le Vatican. La première enquête canonique réalisée conclut en 1951 à déclarer comme « non surnaturelles les prétendues apparitions ». Toute dévotion à « Notre-Dame de Lipa » est interdite par l'évêque, avec l'appui du Vatican. En 1990, un nouvel évêque ré-autorise les pèlerinages sur le lieu des apparitions, puis en 2005, Ramón Cabrera Argüelles, évêque de Lipa, autorise et encourage la dévotion de la « Vierge de Lipa ». Il relance une nouvelle commission d'enquête sur les événements de 1948 et la commission conclut son travail avec une réponse favorable. À la suite de cela, l'évêque publie en 2015 un décret de « reconnaissance des apparitions », décision immédiatement annulée par la Congrégation pour la doctrine de la foi qui estime que les apparitions de la Vierge à Lipa « ne sont pas authentiques »,. À la suite de ce dernier soubresaut, l'évêque a déclaré qu'il ne ferait pas appel de cette décision.

#### Par les présumés voyants eux-mêmes et internet
Paolo Apolito écrit qu'avec l'arrivée et la diffusion d'Internet et de tous les outils modernes de communications (via le web, ou des émissions de radio, de télévision, etc.), « les voyants » se « libèrent de la tutelle de l'institution Église » et ne cherchent plus « à être reconnus par les autorités légitimes (de l’Église catholique) » mais directement via une notoriété acquise via les outils technologiques.
L'exemple de Međugorje et des multiples apparitions récentes sur le sol américain sont le plus souvent cités : alors que les évêques du lieu, et même la Congrégation pour la doctrine de la foi ne parviennent pas à ralentir le flux des pèlerins (à Međugorje), les « voyants » bénéficient du soutien technologique d'internet qui leur assure une audience mondiale. Ainsi, les apparitions qui se multiplient aux États-Unis inondent la toile, qui semble être « le lieu de référence ». Apolito note que depuis Međugorje, l'« apparition » n'est plus associée à un lieu physique (comme ce fut le cas à Lourdes, ou Fatima), mais à la « personne physique du voyant », qui, depuis la fin des années 1980, se déplace, voyage, fait le tour du monde et donne des conférences. L'auteur ajoute « ces nouveaux voyants semblent vivre dans une sorte d’ivresse narcissique … se sentant chargés d’une mission mondiale qui concernait le salut de toute l’humanité »,.
Pour « échapper au contrôle de la hiérarchie catholique », les « nouveaux voyants s’entraident, se citent, écrivent des livres ensemble, participent aux mêmes meetings. Les uns visitent les lieux des apparitions des autres ; ils se rappellent les uns les autres par des liens sur le Web », s'accordant mutuellement une authentification que l’Église leur refuse,,,. Ainsi les webmasters, gestionnaires de portails thématiques, ou autres groupes de discussions prennent la main sur le Vatican et ses structures pour « accréditer et diffuser le message des voyants » et les diffuser,. Certains internautes s'autoproclament « diffuseur de messages mariaux à travers Internet », ou « spécialistes en matière religieuse » supplantant la hiérarchie ecclésiastique. La « validité d'une apparition » n'est plus (pour eux et les internautes) une question d'accord du Vatican, mais de nombre de pages web écrites et lues.

### Enjeux économiques

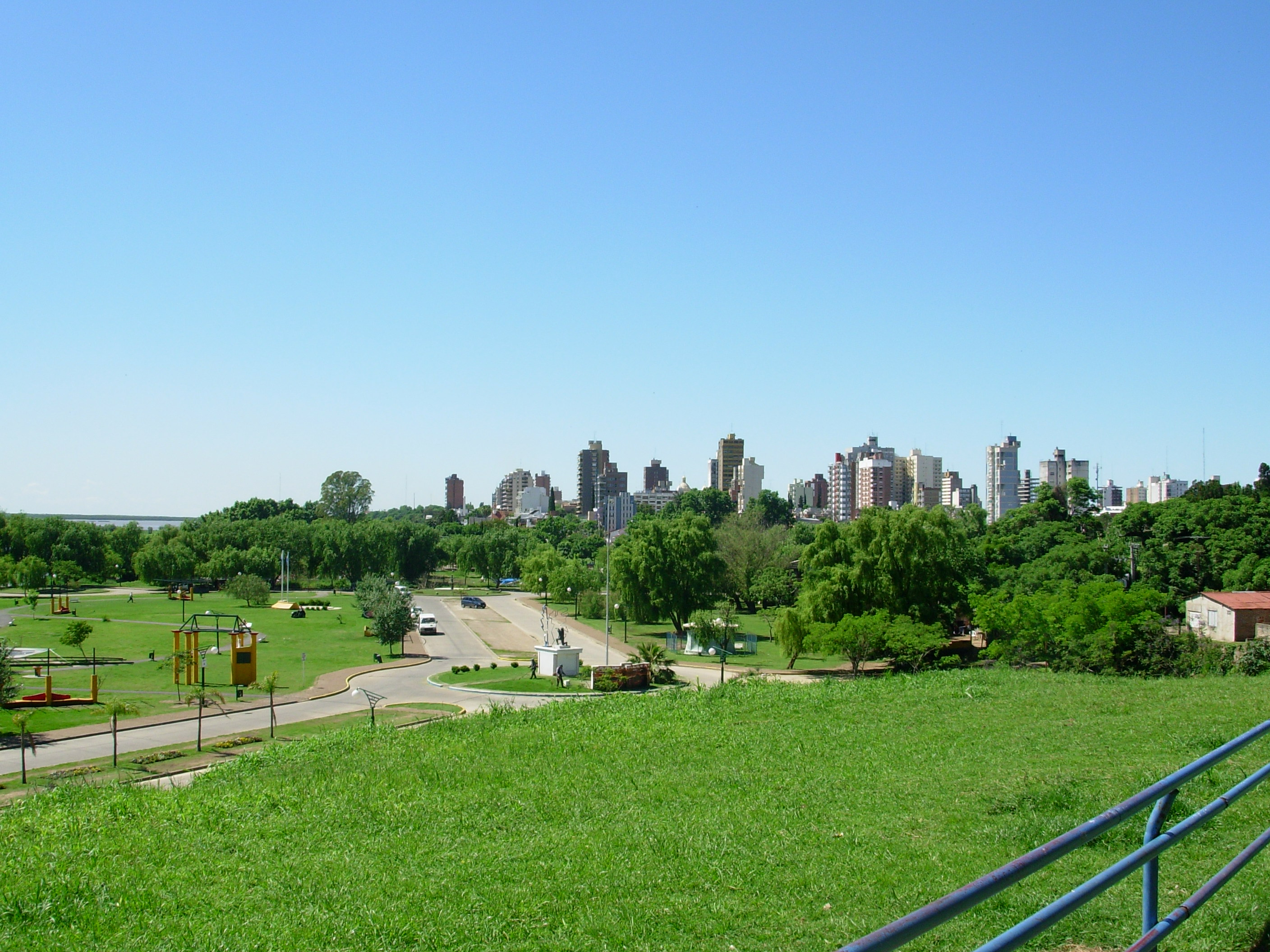
Ville de San Nicolás de los Arroyos, lieu d'apparitions mariales en 1983.

Après « une apparition », des fidèles, incités par le « message marial » peuvent mettre en place des actions caritatives et sociales dans leur ville. C'est le cas des apparitions de San Nicolas (Argentine) en 1983 : la ville de 100 000 habitants a été « transformée par mise en place d’œuvres sociales, éducatives et caritatives […] permettant une amélioration des conditions matérielles et morales de nombreuses personnes », y compris la prise en charge d'exclus et de marginaux, faisant diminuer la délinquance urbaine. Tout cela, après la « diffusion du message par la voyante ».
Les apparitions mariales, et surtout leur « reconnaissance officielle » ne touchent pas que la sphère religieuse et caritative : elles ont également un impact économique sur la région du fait du développement (futur) du site avec la mise en place de structures d'accueil (hébergement, restauration…) ainsi que de « magasins de souvenir ». L'accusation de « critères économiques cachés » dans le processus de « reconnaissance d'une apparition » n'est pas nouveau. Déjà en 1917, avant même la fin des apparitions de Fátima, un journaliste Alvelino de Almeida, avait déjà accusé le clergé portugais de « manipuler les foules » en « rêvant d'un nouveau Lourdes avec ses hôtels pour pèlerins et magasins de souvenirs »,. Ces soupçons expliquent peut-être « l'extrême retenue » de la hiérarchie catholique portugaise durant les apparitions, ainsi que les années suivantes,.
D'après l'Organisation mondiale du tourisme, le « tourisme religieux » mobilise de 330 millions de personnes dans le monde et les sanctuaires mariaux liés à des apparitions accueillent chaque année des millions de pèlerins. La ville de Fátima a surgi brutalement autour de son sanctuaire marial alors qu'il était situé dans une zone montagneuse, isolé de tout axe de communication. Fatima, petit village très pauvre, compte aujourd'hui 11 000 habitants et accueille des millions de pèlerins chaque année.

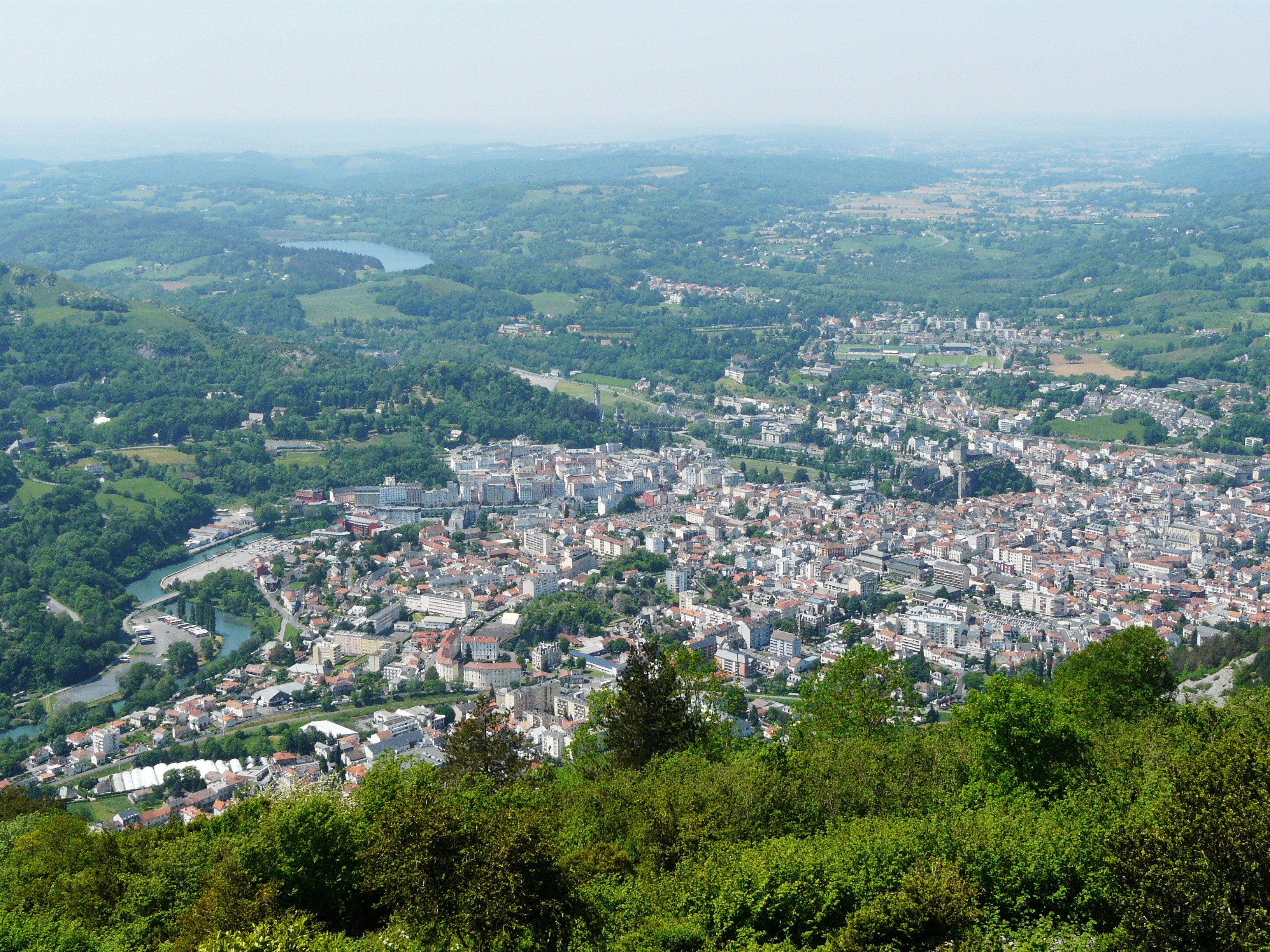
Ville de Lourdes vue depuis le pic du Jer.

La ville de Lourdes s'est également développée au XIXe siècle largement après les apparitions mariales de Lourdes. À Međugorje, les apparitions mariales, bien que non reconnues à ce jour par l’Église catholique, des millions de personnes se rendent en pèlerinage sur place, générant des revenus « lucratifs » pour la région, mais aussi pour les « voyants »,.
Les acteurs économiques ne sont pas uniquement passifs face au phénomène des apparitions. Ils peuvent en être un moteur et soutenir le phénomène malgré l'opposition de l’Église. Ainsi, Bouflet et Boutry écrivent que les « apparitions de San Damiano » se sont développées « grâce à la mise sur pied de structures d'une redoutable efficacité : publications périodiques créées ad hoc, organisation de pèlerinages (avec le concours lucratif, dans un sens et dans l'autre, d'agences de voyages, de chaînes hôtelières, de compagnies ferroviaires ou aériennes, etc.) » ainsi les auteurs résument la situation en disant « l'apparition génère une activité économique multisectorielle qui attend d'elle d'être soutenue, afin de la soutenir à son tour, échange de bons procédés auxquels il n'est pas rare que le visionnaire et/ou ses proches s'intéressent. »
Enfin, l'« enjeu économique », via « l'escroquerie financière », voire la mise en place de secte avec embrigadement de « victimes » peut être la conséquence (voire la motivation ?) de « fausses apparitions par de faux voyants » comme cela fut constaté dans différentes affaires comme pour Le Fréchou en 1977, Satonnay en 1978, San Damiano (Italie) ou El Palmar de Troya (années 1970),.

### Un sujet d'étude et un marqueur tant social que sociétal
Les « apparitions mariales » remplissent « une double fonction de fait religieux et de fait de société » d'après Bouflet et Boutry. Ainsi ce même événement va être étudié par des acteurs différents, avec des objectifs différents :
- l'historien : « la mariophanie est susceptible, à partir des divers facteurs qui la constituent, de fournir les pistes de lecture d'une mentalité et d'une période donnée ». Son travail se limite à établir la réalité des faits et exposer des pistes explicatives en vue de leur signification dans un contexte plus large[B 53].
- le sociologue : à partir des faits exposés par l'historien et des pistes qu'il a lancées, le sociologue peut définir le contexte « plus large » des apparitions[B 53].
- le théologien : en utilisant l'apport de l'historien, il interprète la réalité des faits en fonction de « sa finalité propre » (le but spirituel de l'apparition)[B 53].

Les auteurs notent qu'au cours du XXe siècle, l'attitude des « voyants » a évolué, « n'illustrant plus le message reçu par une vie exemplaire », mais en diffusant « le message » via les outils actuels (médias, réseau Internet, voyages, conférences…) à l'exemple de « télévangélistes américains ». Cependant, les auteurs semblent sceptiques quant à l'authenticité et l'efficacité de telles pratiques, estimant que « l'impact d'une mariophanie ne saurait être le fruit d'une propagande de la part des visionnaires ou de leur entourage, il ne peut découler que de la force et de la portée universelle du message, comme ce fut le cas à Lourdes ou à Fatima », et de son « adéquation au message de l’Évangile ».

### Représentations dans la culture populaire

#### En littérature
Dans le roman Avenue des mystères de John Irving, Lupe est une gamine télépathe qui parle aux Vierges, celle de Guadalupe et les autres qui lui disputent la notoriété.

#### Au cinéma
Sur les apparitions de Lourdes
- Le Chant de Bernadette (The song of Bernadette), film américain de Henry King (1943)

Sur les apparitions de Fatima
- La Dame de Fatima (La Senora de Fatima), film espagnol de Rafael Gil (1951) ;
- Le Miracle de Fatima, film américain de John Brahm (1952) ;
- Apparition à Fatima (Aparição), film franco-portugais de Daniel Costelle (1990) ;
- Le 13e jour (The 13th Day), film britannique de Dominic Higgins et Ian Higgin (2009) ;
- M et le 3e Secret, film documentaire sur la révélation du troisième secret de Fatima (2009).
- Fatima, film américano-portugais co-écrit, co-produit et réalisé par Marco Pontecorvo (2020)

Films de fiction
- 1960 : La dolce vita, film italo-français de Federico Fellini
- 1998 : Pecker (Pecker), comédie dramatique américaine réalisée par John Waters
- 2000 : Morceaux choisis (Picking Up the Pieces), film américain d'Alfonso Arau.
- 2011 : La Vierge, les Coptes et moi..., film franco-égypto-qatari de Namir Abdel Messeeh
- 2018 : L'Apparition, film dramatique français coécrit et réalisé par Xavier Giannoli
- 2018 : Troppa grazia,  comédie italienne de Gianni Zanasi
- 2021 : La Chapelle du diable (The Unholy), film fantastique de Evan Spiliotopoulos, adaptation du roman Sanctuaire de James Herbert.